# Stella Bowen

Stella Bowen (1920)

Stella Bowen (* 16. Mai 1893 in Adelaide, South Australia; † 30. Oktober 1947 in London; bürgerlicher Name: Esther Gwendolyn Bowen) war eine australische Malerin und Schriftstellerin. 1944/1945 arbeitete sie in Großbritannien als Kriegsmalerin im Auftrag des Australian War Memorial. Neun Jahre lang war sie die Lebenspartnerin des englischen Schriftstellers Ford Madox Ford.

## Leben

### Jugend in Adelaide
Stella Bowen wurde in North Adelaide geboren, dem nördlichen Teil der City of Adelaide. Ihr Vater – von Beruf Landvermesser – starb, als sie erst drei Jahre alt war. Stella hatte einen jüngeren Bruder, Tom. Die Kinder wuchsen in komfortablen finanziellen Verhältnissen auf und wurden nach konservativen Wertvorstellungen erzogen. Stella besuchte die Privatschule Tormore House School in North Adelaide. Ihre Mutter riet ihr davon ab, Künstlerin zu werden; doch sie erlaubte ihr um 1910 eine Kunstausbildung bei Margaret Preston zu beginnen. Stella hätte die Ausbildung gerne in Melbourne fortgesetzt; das war aber nicht möglich, weil ihre Mutter erkrankte.

### London und Sussex

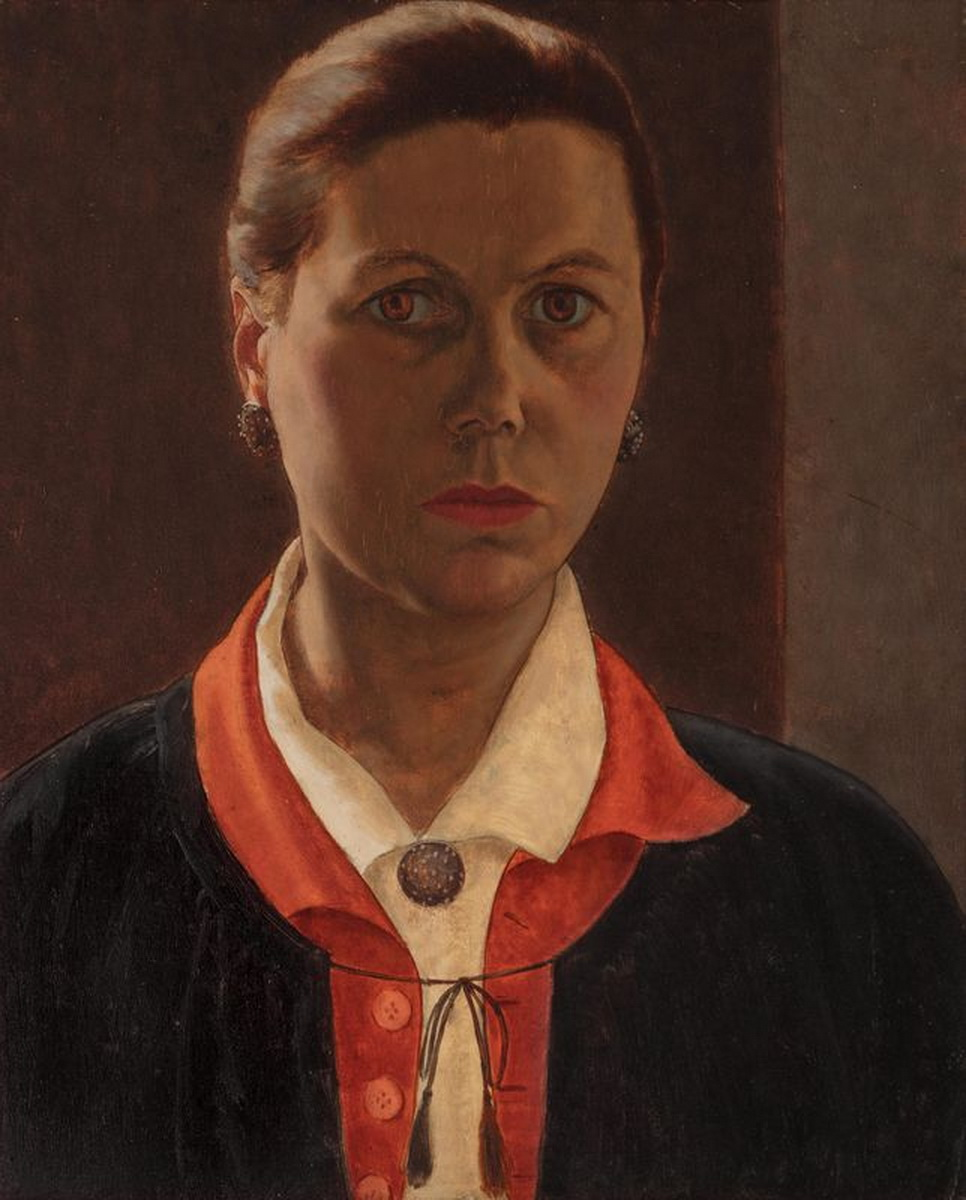
Stella Bowen: Selbstporträt, um 1929. Art Gallery of South Australia, Adelaide

Nach dem Tod ihrer Mutter zog Stella 1914 nach London, wo sie nach einer ersten, unbefriedigenden Erfahrung schließlich an der Westminster School of Art bei Walter Sickert studierte. Von ihm lernte sie, in der Malerei spontaner zu werden und einen eigenen Stil zu entwickeln.
Auch in ihrem Privatleben eröffneten sich neue Möglichkeiten. Sie schloss Freundschaften mit gleichaltrigen Engländerinnen, u. a. mit Margaret Cole (damals noch Margaret Postgate, siehe unten: Fünf ausgewählte Werke) und der Autorin Mary Butts; zusammen mit ihnen genoss sie das kulturelle Leben und die gesellschaftlichen Freiheiten der Großstadt. Zufällig wurde sie mit Ezra Pound bekannt, der sie in Londons literarische Kreise einführte. An seinen wöchentlichen Einladungen lernte Bowen u. a. T. S. Eliot, William Butler Yeats, May Sinclair und Violet Hunt kennen; durch Hunt dann 1917 deren damaligen Lebenspartner, den verheirateten Schriftsteller Ford Madox Ford. In ihn verliebte sich Bowen; es sollte die einzige große Liebe in ihrem Leben werden. Sie war 24, er 43 Jahre alt.
Nachdem sich ihre Beziehung zunächst vor allem im Briefwechsel entwickelt hatte, zogen Bowen und Ford 1919 zusammen. Bis 1922 lebten sie in einem baufälligen Cottage in Sussex. Bowen widmete sich vor allem den Bedürfnissen ihres schreibenden Lebenspartners; für die Malerei blieb wenig Zeit. 1920 wurde ihre Tochter Julia geboren.

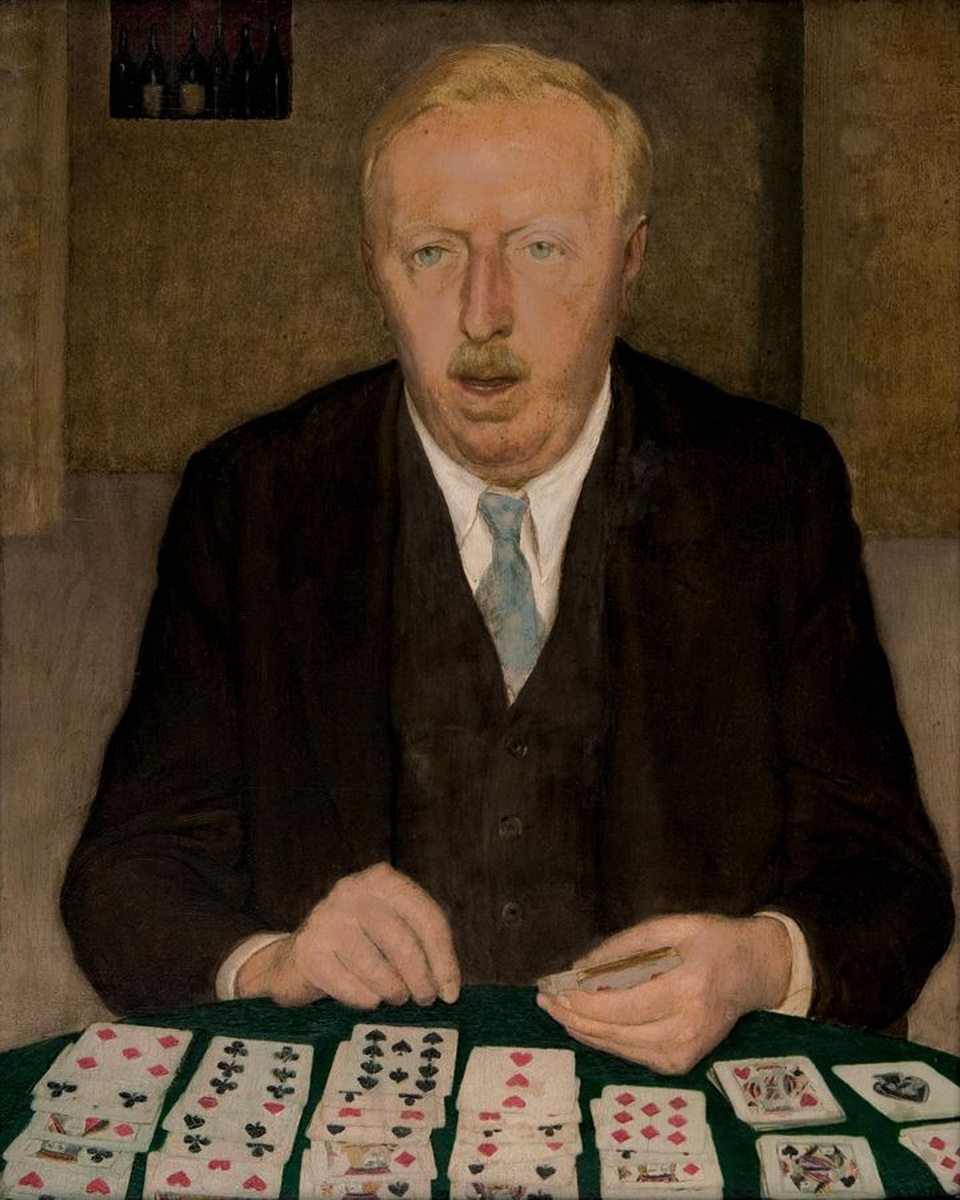
Ford Madox Ford Playing Solitaire, 1927. Art Gallery of South Australia
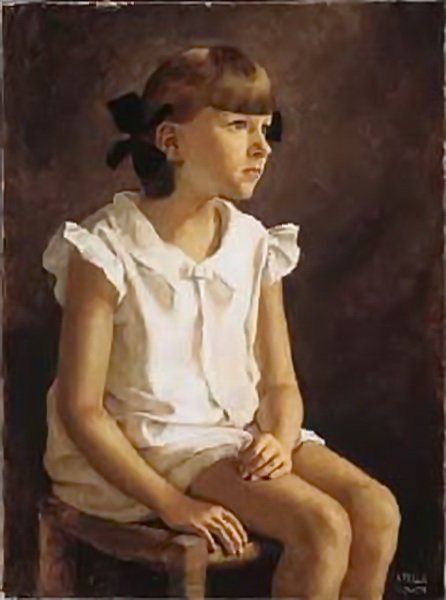
Julia, um 1928
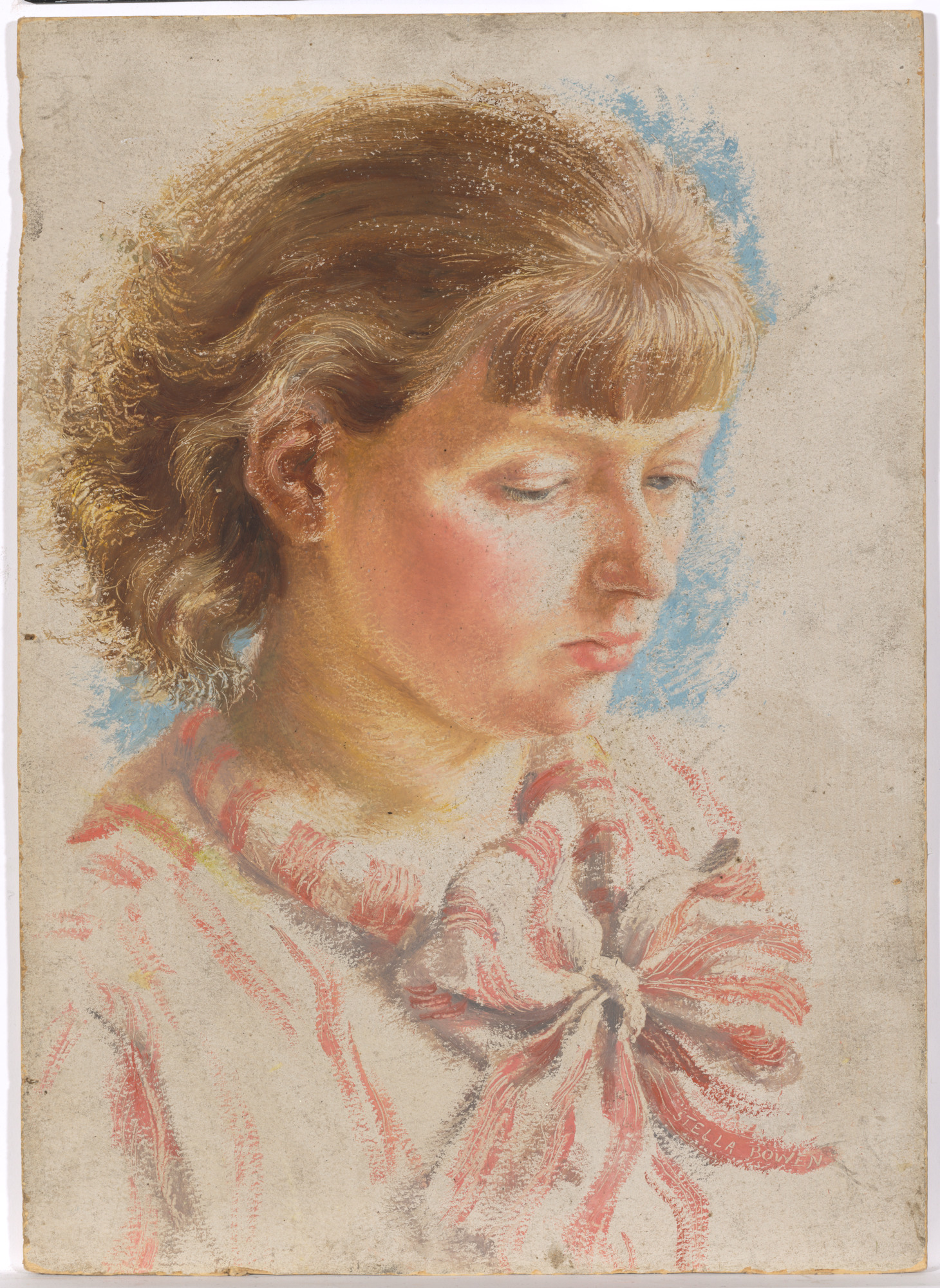
Julia Madox Ford, the Artist's Daughter, 1934/1935. National Gallery of Australia, Canberra

### Frankreich

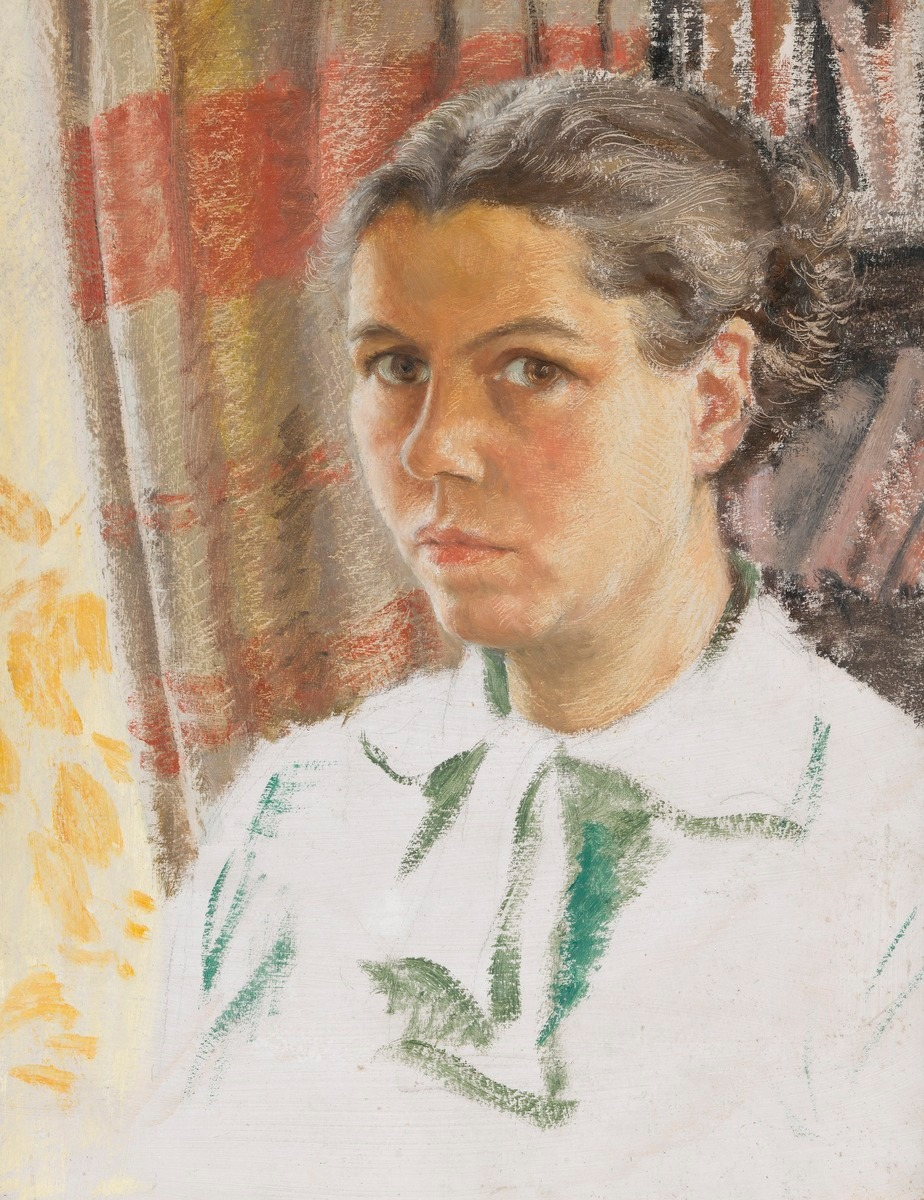
Selbstporträt, um 1934. National Portrait Gallery, Canberra

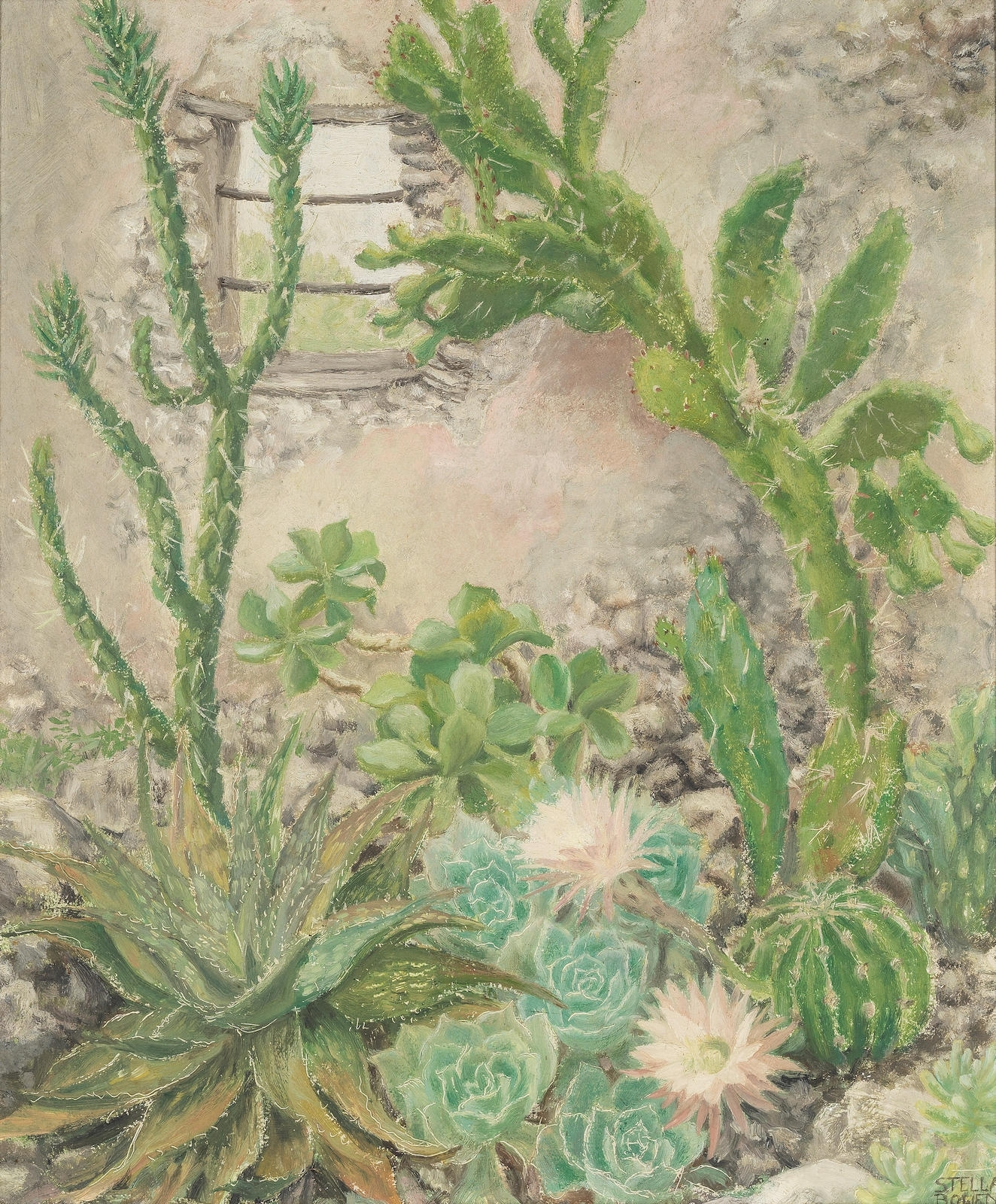
Jardin Exotique, um 1938

1922 hatten Ford und Bowen genug vom rauen englischen Landleben und begaben sich nach Frankreich – vorübergehend, wie sie dachten. Zuerst wohnten sie im Ferienhaus eines Freundes auf der Halbinsel Cap Ferrat im Südosten Frankreichs.
Von Cap Ferrat aus reiste Bowen im März 1923 auf Einladung von Dorothy und Ezra Pound nach Italien. Obwohl dieser Ferienaufenthalt nur drei Wochen dauerte, beeinflusste er ihr Schaffen nachhaltig. Sie besuchte Florenz, Perugia, Assisi, Cortona, Arezzo und Siena; sie bewunderte Fresken aus dem 14. und 15. Jahrhundert – von Giotto, Simone Martini, Fra Angelico und Piero della Francesca –, deren formale Komposition, feine Textur und beschränkte Auswahl an Farbtönen, ohne starke Hervorhebung von Licht und Schatten, sie tief beeindruckten. Auch beim Anblick der italienischen Landschaft war Bowen fasziniert von klaren Strukturen: „Ich hatte etwas Weiches und Romantisches erwartet, und siehe da, ich erblickte ein hartes Land, in dem alles Kanten hatte und wunderbare formale Muster ergab: eine geordnete Abfolge von Bäumen in dichten Reihen und Felsen; Flüsse genau dort, wo sie sein mussten, um das Bild zu komponieren.“
Gegen Ende des Jahres 1923 zogen Bowen und Ford mit ihrer kleinen Tochter nach Paris, wo Ford die Literaturzeitschrift The Transatlantic Review gründete und unter den englischsprachigen Schriftstellern eine führende Rolle übernahm. Bowen fand sich im Zentrum des literarischen und gesellschaftlichen Lebens, in einer Zeit voller neuer Möglichkeiten. In der Malerei folgte sie ihren eigenen Neigungen und betonte das Private und Häusliche. Ab 1925 konnte sie in einem eigenen Atelier arbeiten.
Bowens Beziehung zu Ford litt zunehmend unter Spannungen, da er sich auf Affären mit anderen Frauen einließ, u. a. mit der Schriftstellerin Jean Rhys. Während eines längeren USA-Aufenthalts von Ford 1926/1927 hatte Bowen Zeit zu malen, so lange sie wollte; sie nutzte diese Möglichkeit, obwohl sie die anregenden Gespräche mit ihm vermisste. 1928 trennte sie sich von Ford. Immerhin blieb sie mit ihrem ehemaligen Lebenspartner in Kontakt, und dieser unterstützte sie und ihre Tochter gelegentlich; später überließ er Bowen seine Autorenhonorare aus Buchverkäufen in Großbritannien.
Als alleinerziehende Mutter war Bowen nun in einer schwierigen Situation, doch sie hatte mehr persönlichen Freiraum, um sich der Malerei zu widmen. Sie bekam allmählich Porträtaufträge, verdiente damit allerdings kaum genug für den Lebensunterhalt. Der Kunstmarkt war in schwieriger Verfassung: Nach dem Börsenkrach von 1929 mussten auch die Kunstliebhaber sparen; Amerikaner, die ihr Vermögen verloren hatten, verließen Paris und viele Galerien schlossen. 1932 weilte Bowen sechs Monate in den USA, auf Einladung des Schriftstellers Ramon Guthrie (im folgenden Porträt dargestellt) und weiterer Freunde, die ihr auch Aufträge vermitteln konnten. Meist erhielt sie aber nur kargen Lohn für ihre Arbeit.

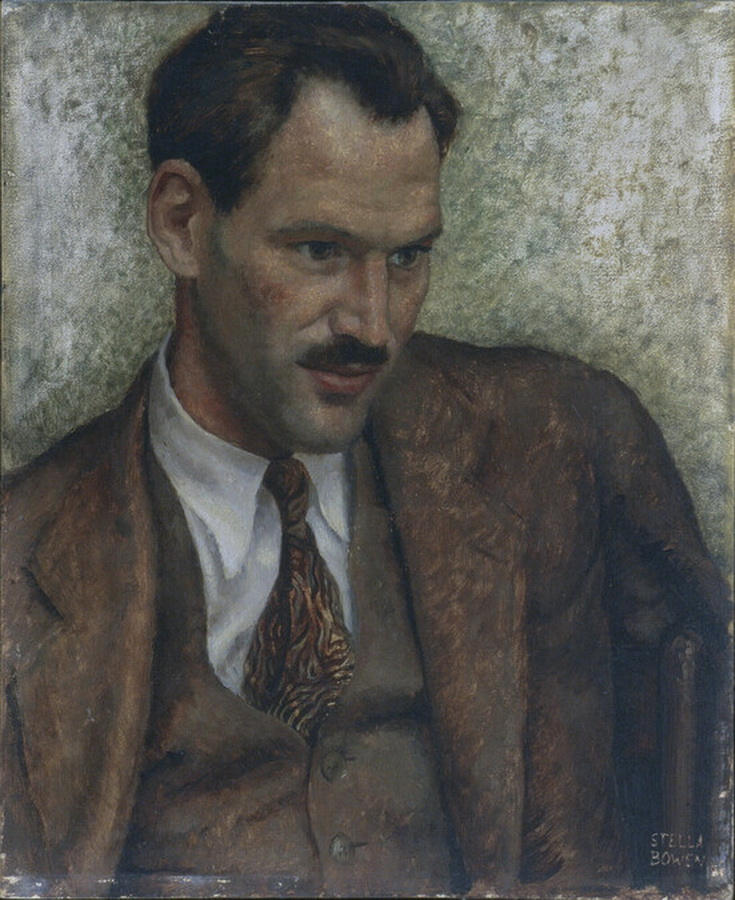
Ramon Guthrie, 1928. Hood Museum of Art, Hanover, USA
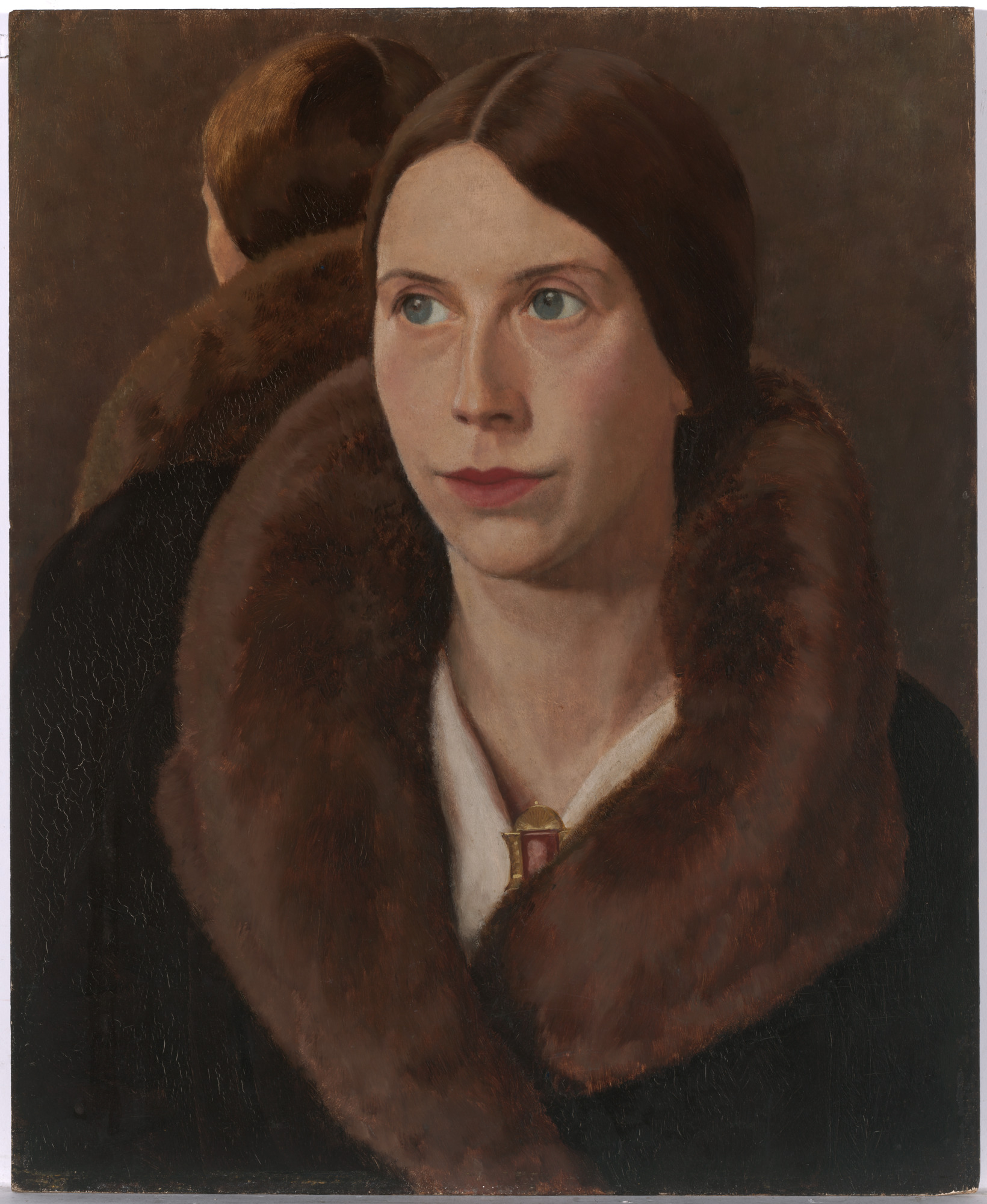
Mary Widney, 1927. National Gallery of Australia
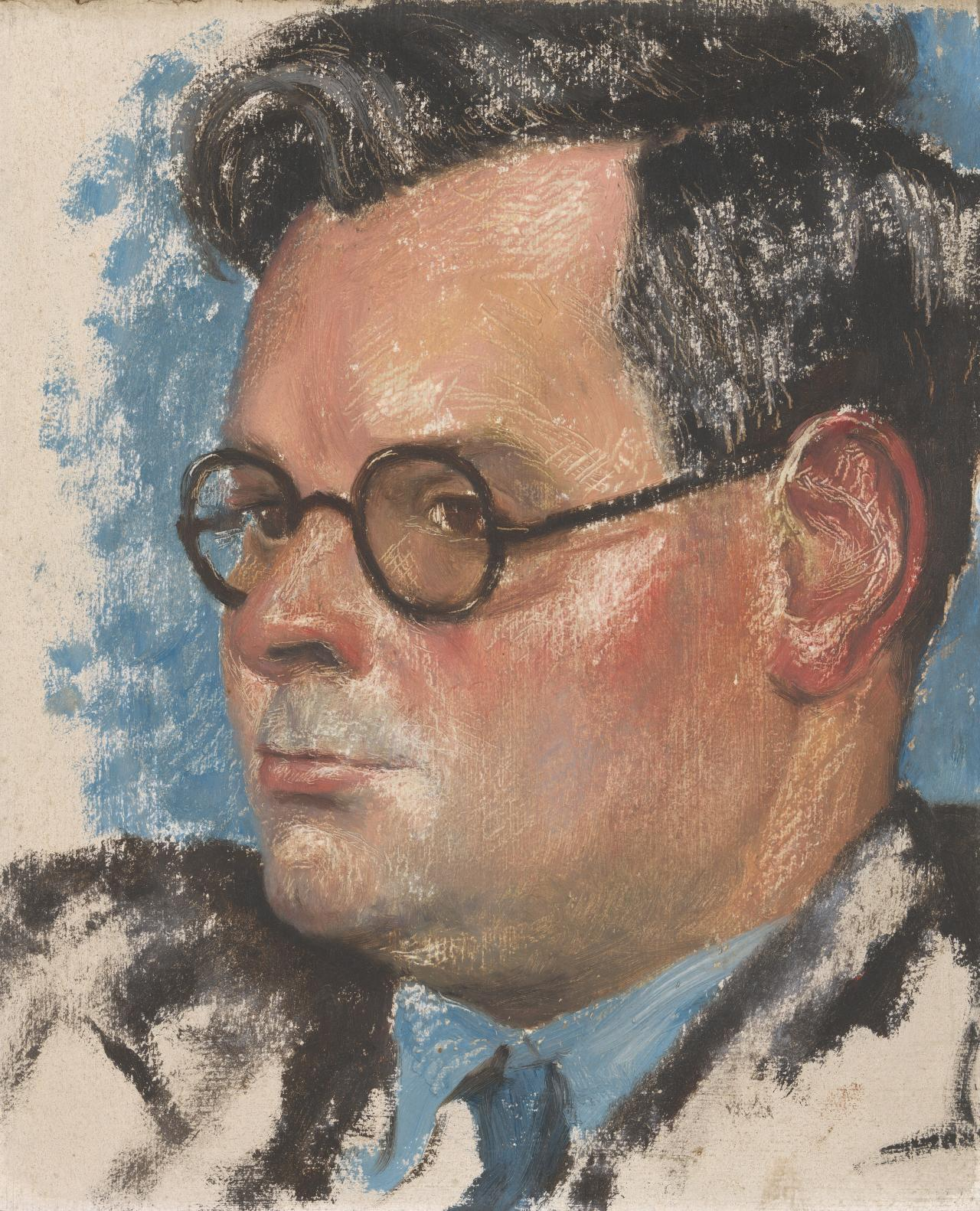
Raymond Postgate, 1934. National Gallery of Victoria, Melbourne
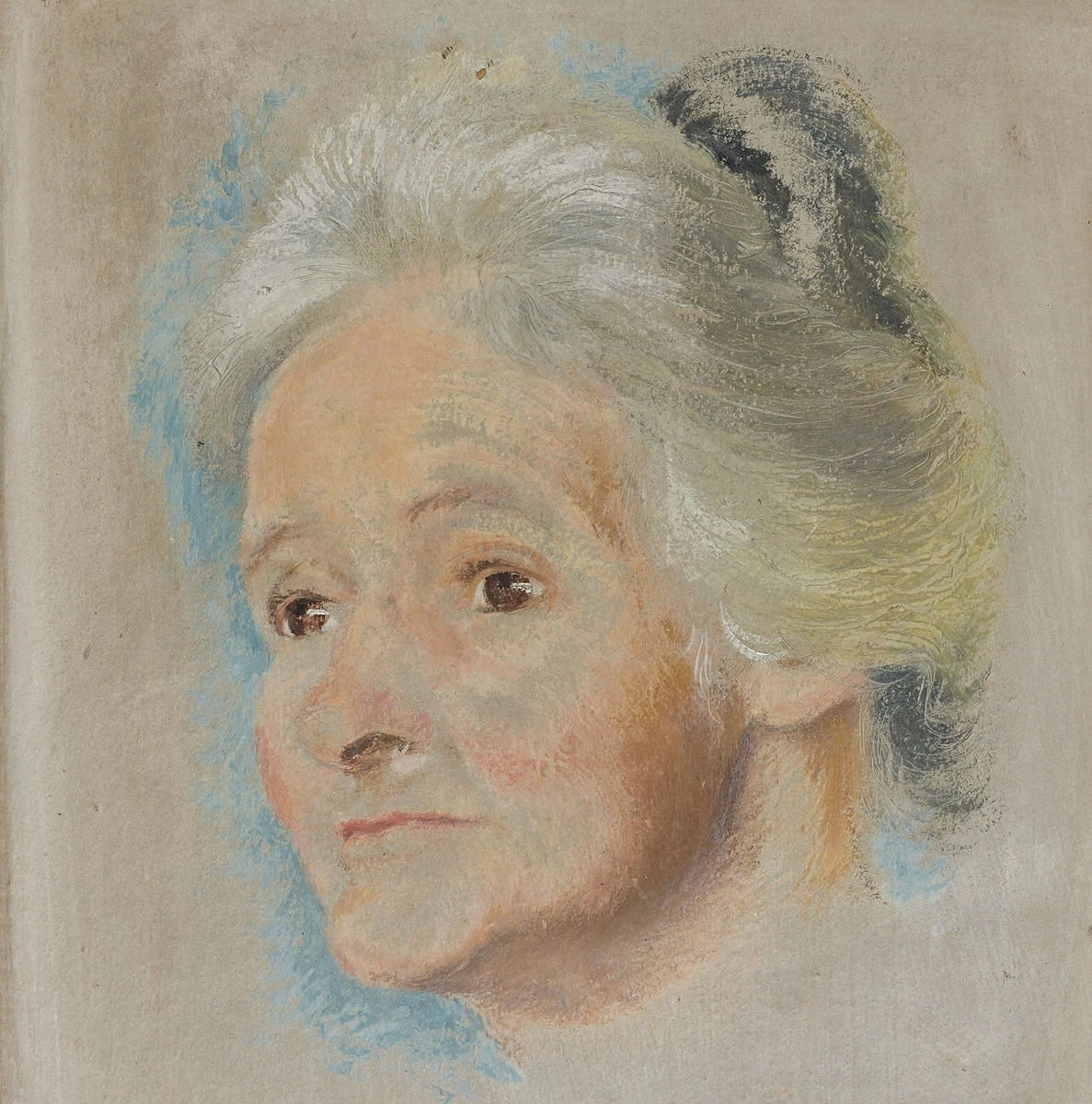
Edith Ellen Postgate, um 1934
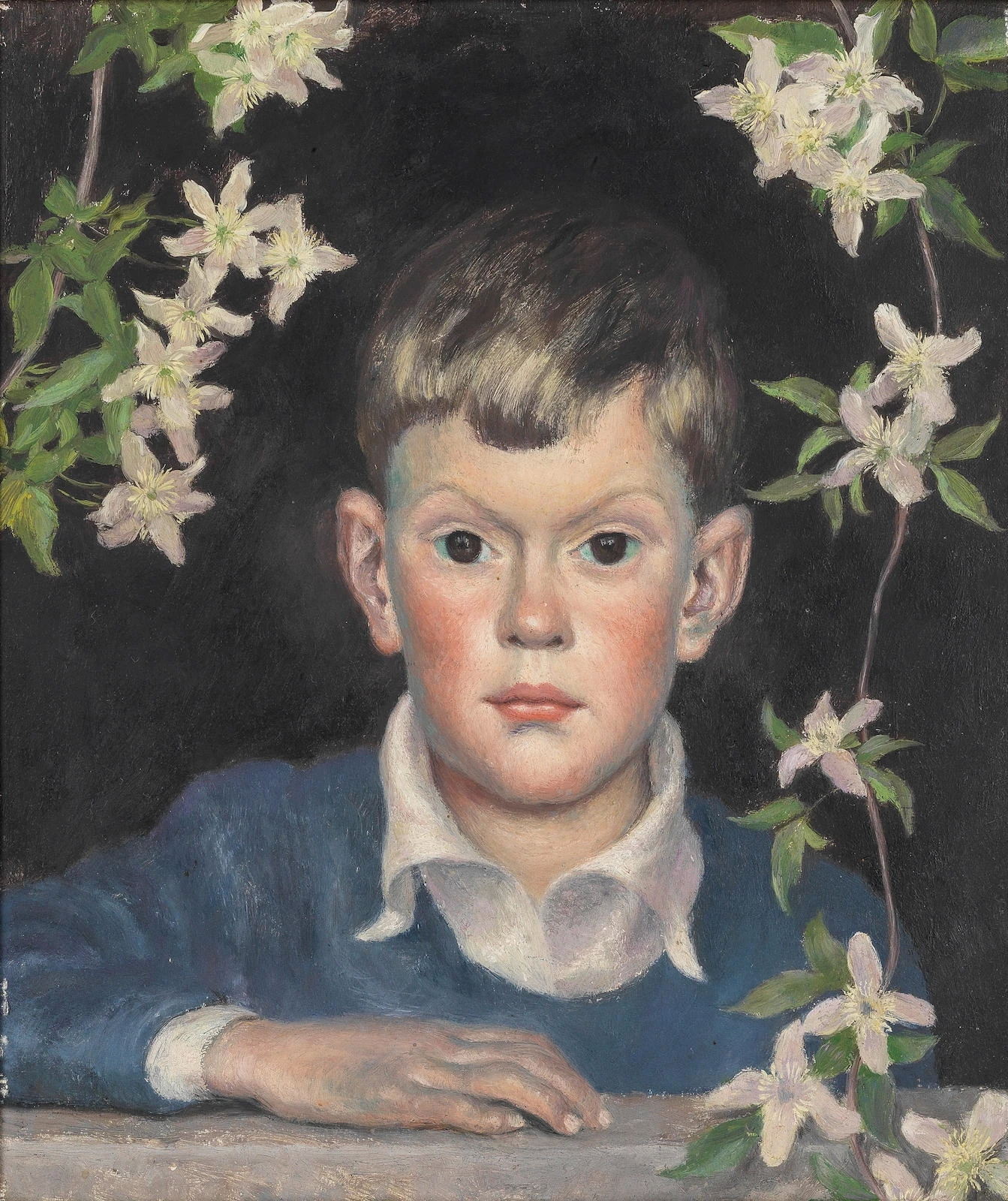
Portrait of a Young Boy, um 1937

### Rückkehr nach England

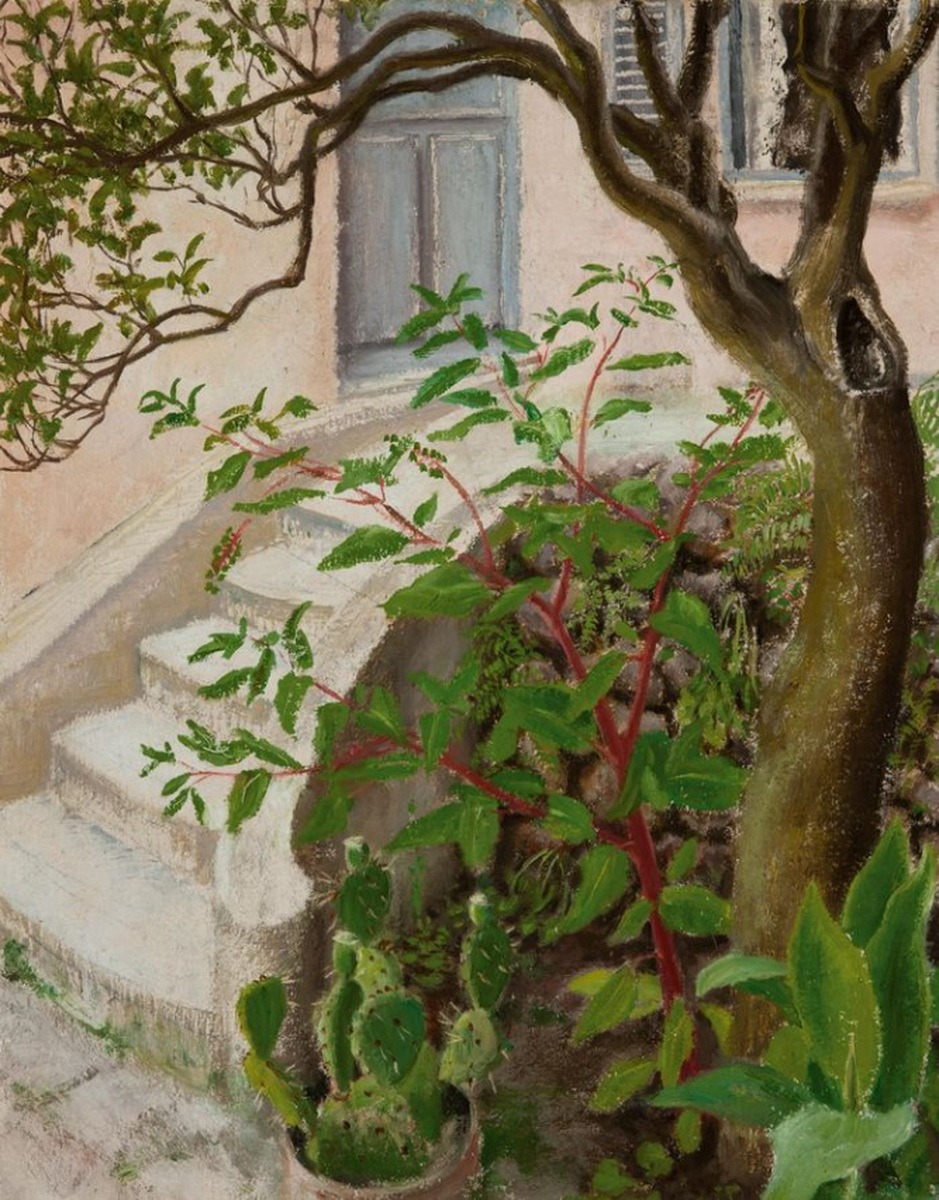
White Steps, 1936. Art Gallery of South Australia

Nach ihrem Aufenthalt in den USA musste Bowen einsehen, dass sie sich das Leben in Paris nicht mehr leisten konnte: Die Weltwirtschaftskrise machte es für Künstlerinnen und Künstler immer schwieriger, sich finanziell über Wasser zu halten. Im Mai 1933, an ihrem 40. Geburtstag, zogen sie und Julia wieder nach London.
Um mit Kinderporträts Geld zu verdienen, entwickelte Bowen eine effiziente Maltechnik; Ölskizzen auf Karton konnte sie nun in zwei bis drei Tagen vollenden. Da ihr dennoch die Malerei allein kein ausreichendes Einkommen verschaffte, gab sie daneben Malunterricht und schrieb während zweier Jahre Artikel über Kunstthemen für die Tageszeitung News Chronicle. Als ein neuer Herausgeber der Zeitung sie 1936 entließ, schrieb Julia in einem Brief an ihren Vater: „Die einzige Neuigkeit von Bedeutung ist, dass meine Mutter ihren Job als Kunstkritikerin verloren hat, so dass Gott allein weiß, woher unsere nächste Mahlzeit kommen soll. Aber das ist ein ganz normaler Zustand.“
Im Spätsommer 1936 verbrachte Bowen sechs Wochen mit einer Freundin, der Journalistin Ruth Harris, in Cagnes-sur-Mer in Südfrankreich. Harris schrieb und Bowen malte, in idyllischer Umgebung und gastfreundlicher Gesellschaft. In dieser Zeit entstanden vier Bilder, darunter White Steps und Provençal Conversation (siehe unten: Fünf ausgewählte Werke), die erahnen lassen, wie glücklich Bowen während dieses Aufenthalts war.
Im Sommer 1939 zogen Stella und Julia in das Cottage Green End in Purleigh, Essex (östlich von London). Die Miete war günstig, weil die Anflugroute nach London über diese Region führte, und Bowen konnte den Blumengarten anlegen, von dem sie in London lange geträumt hatte. Dank ihrer Beziehung zu Ford Madox Ford erhielt sie einen Vorschuss für eine Autobiografie und veröffentlichte 1941 das Buch Drawn from Life („nach dem Leben gezeichnet“). Das Werk wurde von der Kritik sehr gut aufgenommen, aber der finanzielle Ertrag war gering: Wegen Papiermangels wurden nur relativ wenige Exemplare gedruckt, und eine zweite Auflage kam nicht in Frage.
In Australien wurde man nicht nur durch dieses Buch auf Bowen aufmerksam, sondern auch durch Radiosendungen des Pacific Service der BBC, in denen sie von ihrem Leben als australische Künstlerin in England erzählte. 1943 kaufte die Art Gallery of South Australia in ihrer Heimatstadt Adelaide das Bild Embankment Gardens (siehe unten: Fünf ausgewählte Werke).

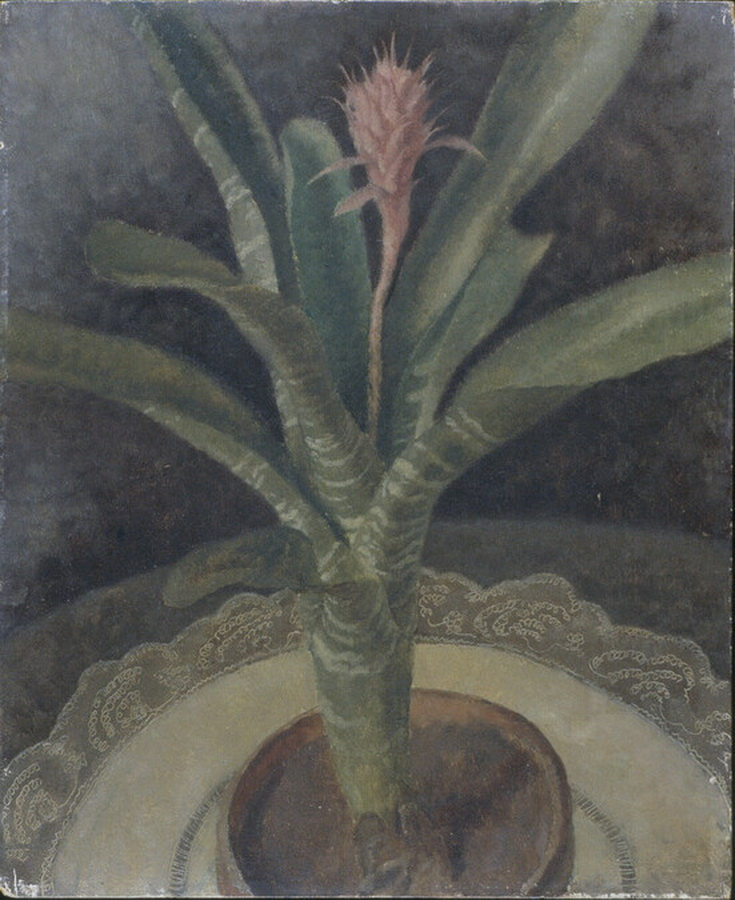
La Plante, 1931. Hood Museum of Art
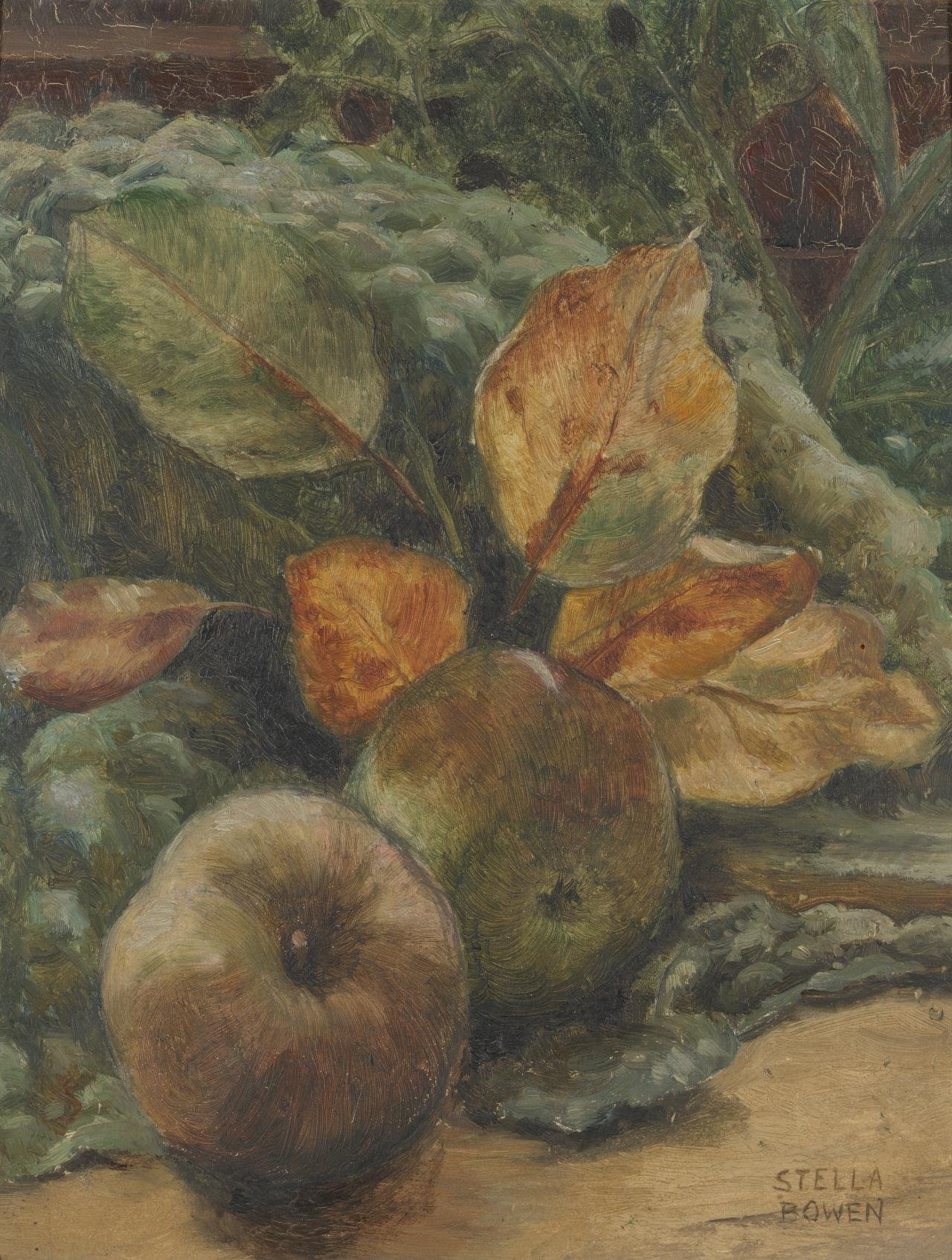
Still Life, 1934. National Gallery of Victoria
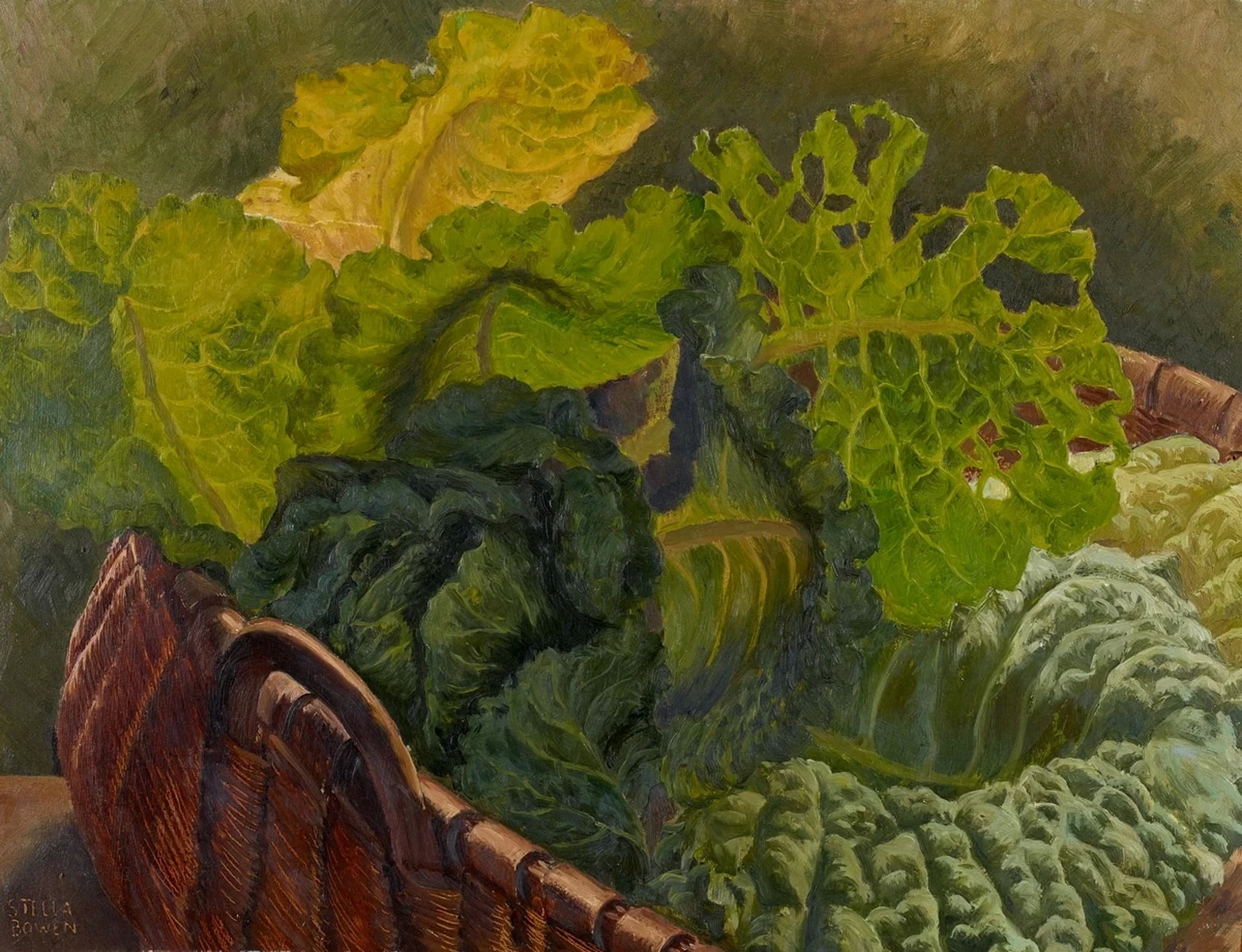
Gemüse-Stillleben, um 1932/1935
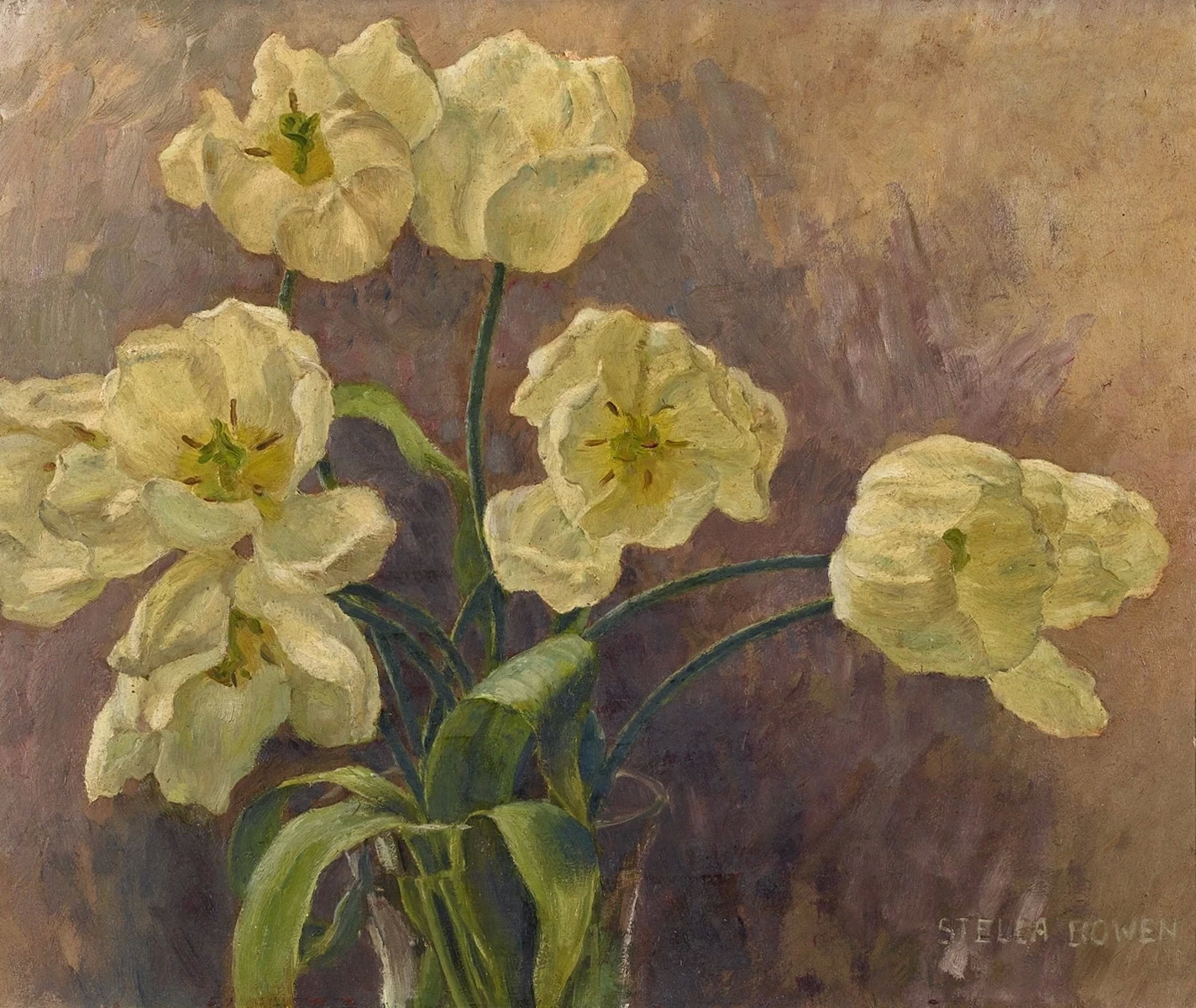
Flowers, um 1935
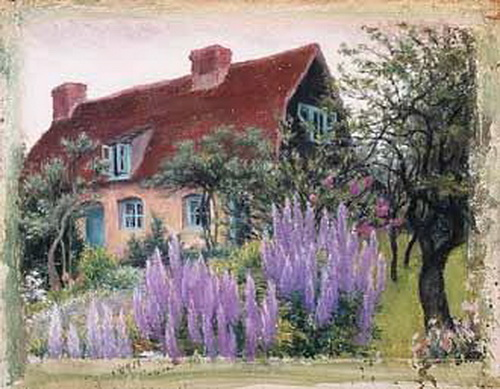
Green End, um 1940

### Kriegsmalerin

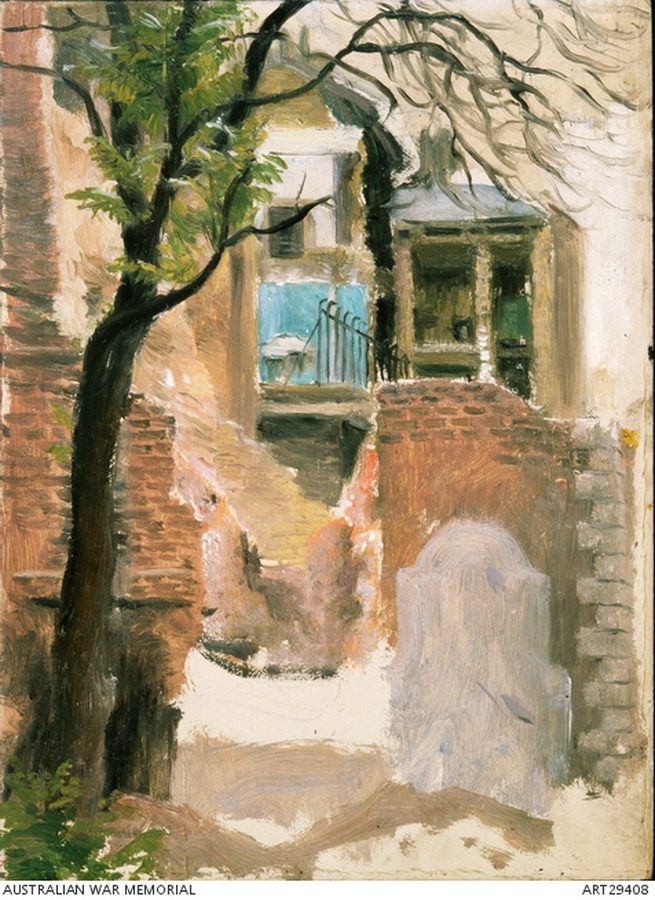
Studie zu Flight from Reason (Flucht vor dem Verstand), 1941. Australian War Memorial

Während des Zweiten Weltkriegs nahm Bowens künstlerische Laufbahn eine unerwartete Wendung: Im Februar 1944 wurde sie vom Australian War Memorial zur offiziellen Kriegsmalerin berufen. Das bedeutete nicht nur eine Ehre für sie, sondern sicherte ihr auch bis 1946 ein regelmäßiges Einkommen.
Zuerst musste sie in ihren Bildern die Arbeit der Royal Australian Air Force in Großbritannien festhalten, später die Rückkehr von Kriegsgefangenen. Zustatten kam ihr dabei ihre große Erfahrung im Porträtieren: Sie konnte vor Ort relativ schnell lebensnahe Skizzen anfertigen und die Bilder später in ihrem Londoner Atelier ausarbeiten. Für die formale Gestaltung von Gruppenbildnissen hatte sie sich schon lange interessiert.
Bowen nahm ihre Arbeit als Kriegsmalerin trotz aller Härten als große Chance war. In einem Brief an ihren Bruder schrieb sie: „Diese Arbeit ist eine wertvolle Erfahrung, und ich hätte sie mir auf keinen Fall entgehen lassen wollen. Sie hat mich in eine Welt geführt, von der Zivilisten normalerweise nichts zu sehen bekommen.“
Nach Kriegsende wäre Bowen gerne nach Australien zurückgekehrt, aber die Überfahrt auf einem Truppenschiff wurde ihr nicht gewährt. Den Plan, die Reise mit Hilfe ihrer Familie privat zu organisieren, konnte Bowen nicht mehr verwirklichen: 1946 erkrankte sie an Krebs, und ihr Gesundheitszustand verschlechterte sich schnell. Sie starb am 30. Oktober 1947 im Alter von 54 Jahren.

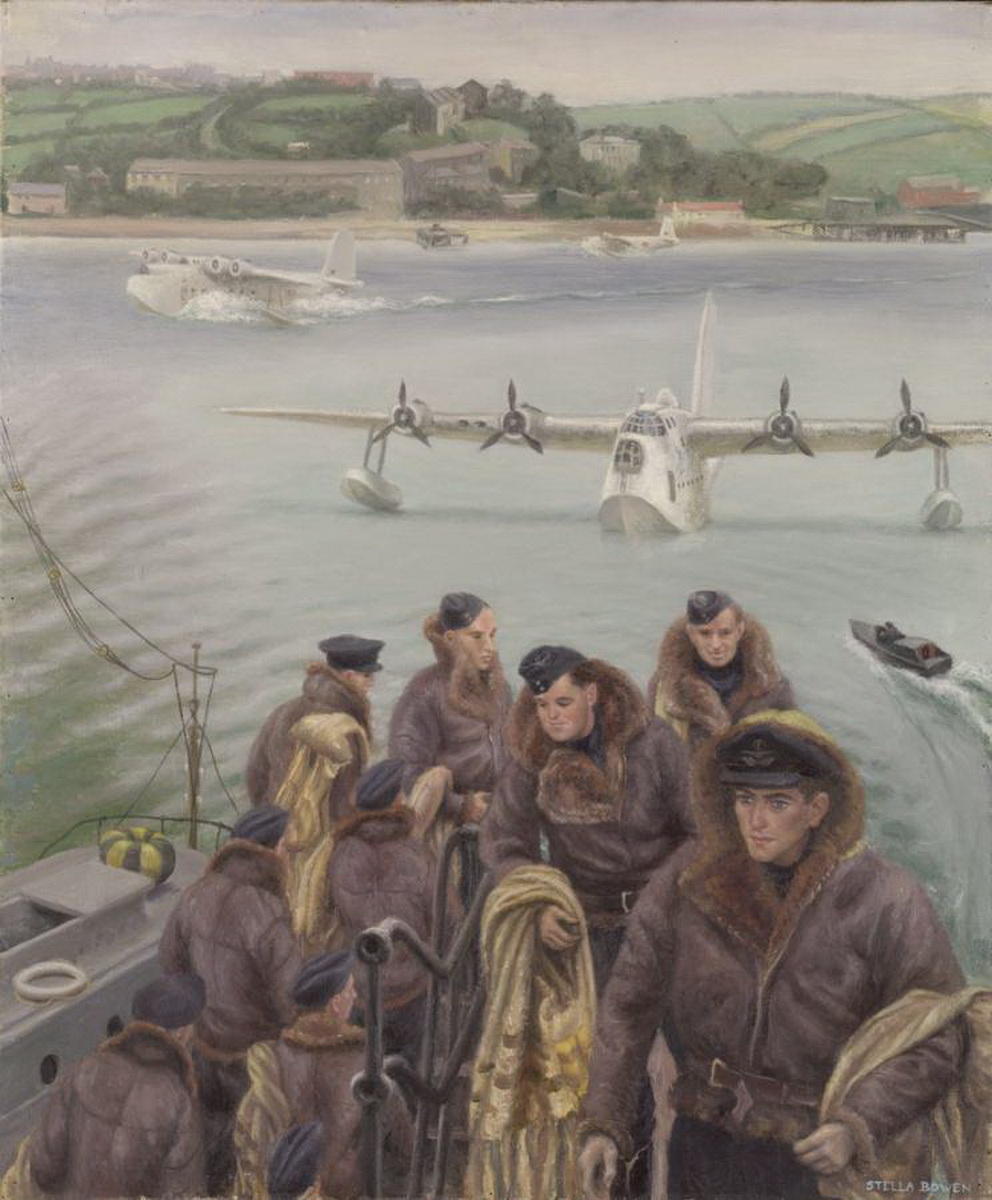
A Sunderland Crew Comes Ashore at Pembroke Dock, 1945
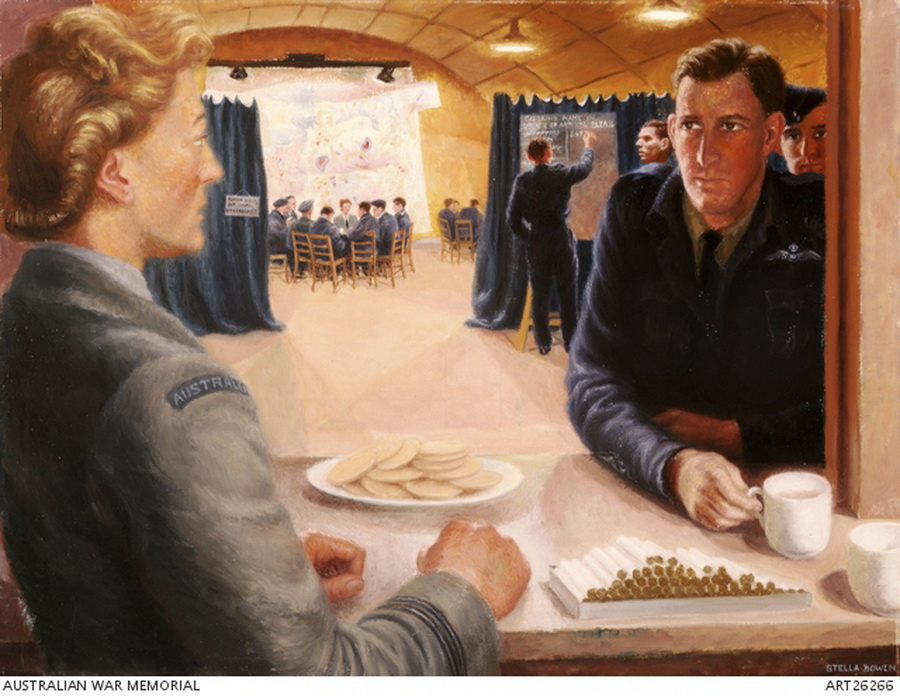
D-Day, 0300 Hours, Interrogation Hut, Warrant Officer George Lindenberg, 1944/1945
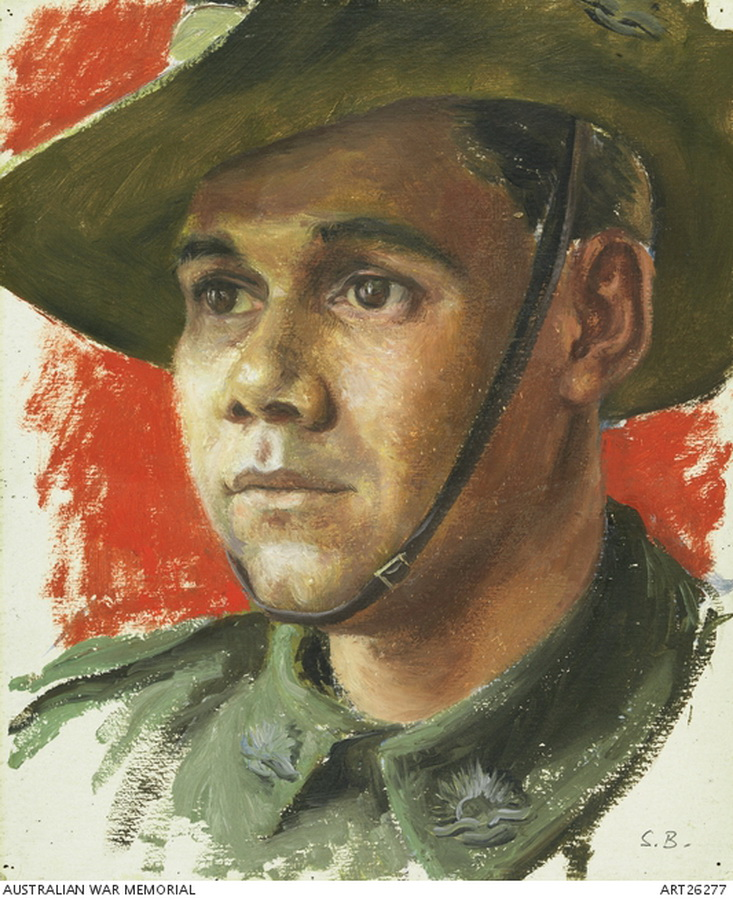
Private (David Harris), Gowrie House, 1945
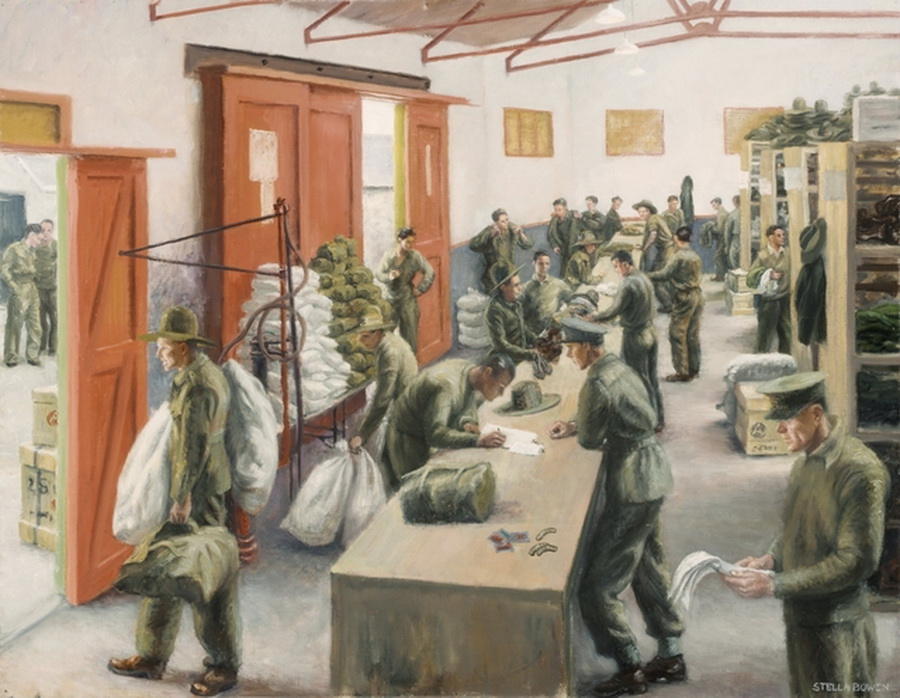
Kit Issue at POW Reception Camp Eastbourne, 1945
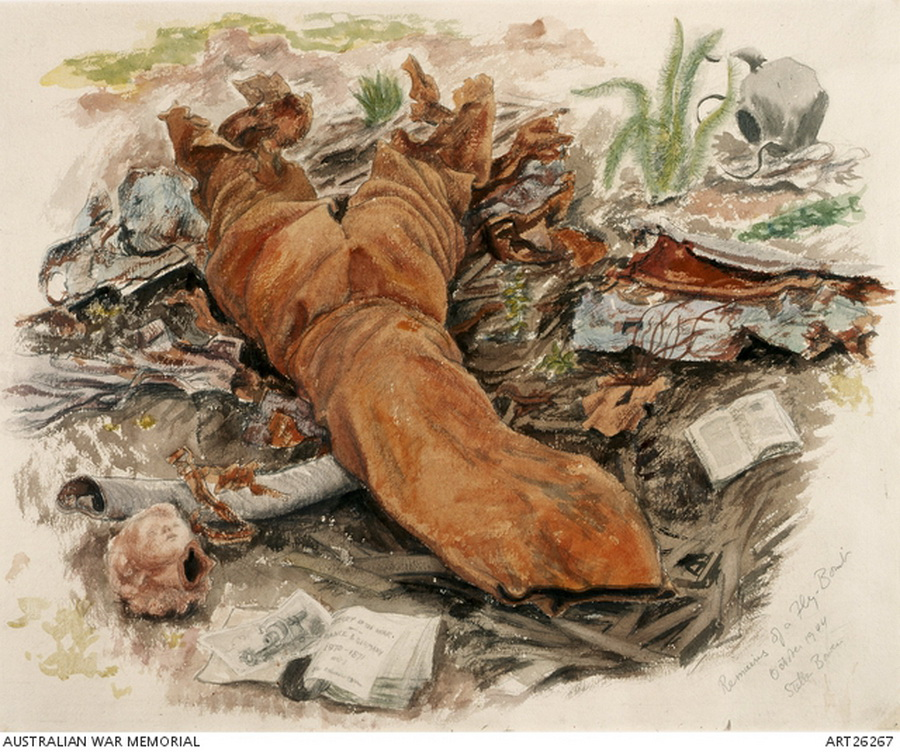
Remains of a Flying Bomb, 1944

## Werke
Alle Werke, die Bowen als offizielle Kriegsmalerin schuf, sind im Besitz des Australian War Memorial. Im Jahr 2002 widmete ihr dieses eine Ausstellung mit dem Titel Stella Bowen: Art, Love and War.
Andere Werke von Stella Bowen befinden sich in den folgenden Museen:
- National Gallery of Australia, Canberra[17]
- Art Gallery of South Australia, Adelaide[18]
- National Gallery of Victoria, Melbourne[19]
- National Portrait Gallery, Canberra[20]
- National Portrait Gallery, London[21]
- Hood Museum of Art, Hanover, New Hampshire, USA[22]

### Fünf ausgewählte Werke

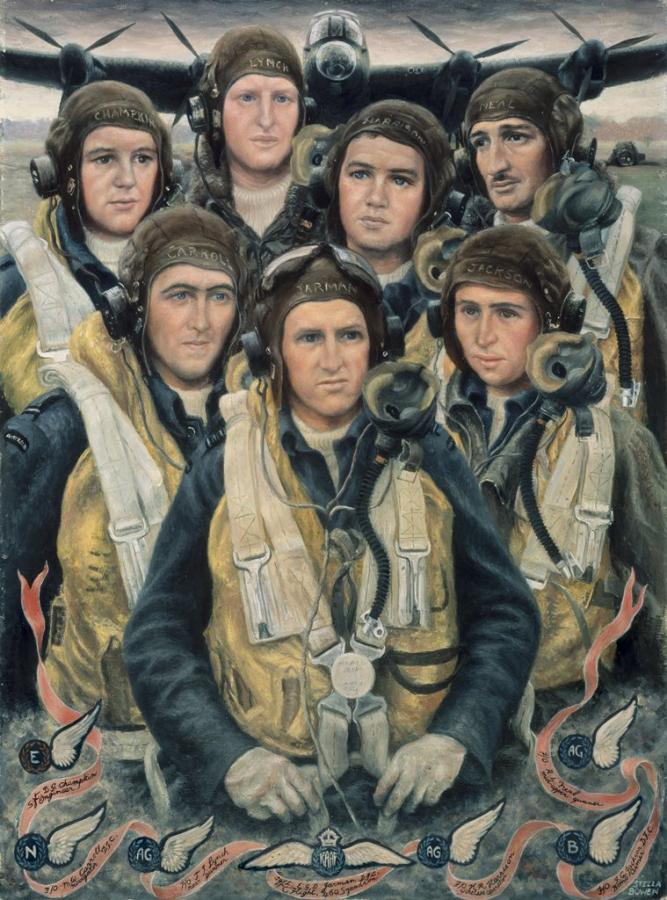
Bomber Crew, 1944. Australian War Memorial

#### Bomber Crew, 1944
Bomber crew ist wohl Bowens bekanntestes Werk. Die Künstlerin hatte den Auftrag, eine typische Besatzung eines Avro-Lancaster-Bombers darzustellen. Kurz nachdem sie die Besatzungsmitglieder skizziert hatte, wurde das Flugzeug als vermisst gemeldet; sie malte das Bild mit Hilfe von Fotografien fertig. Bowen schrieb später ihrem Bruder: „Es war furchtbar, das Bild vollenden zu müssen, nachdem die Männer umgekommen waren. Wie wenn ich Geister gemalt hätte.“ Sie stellte die Besatzungsmitglieder mit beinahe engelhaften, aber dennoch individuellen Gesichtszügen dar, entrückt, in die Ferne oder ins Leere blickend. Drohend breitet ihr Flugzeug seine dunklen Flügel über ihren Köpfen aus, während die Flügel ihrer Abzeichen und ein Band mit ihren Namen dekorativ vor ihnen schweben.
Der Bildaufbau ist von Achsensymmetrie geprägt, doch lockern wohldosierte Abweichungen dieses Grundprinzip auf: am deutlichsten in der hinteren Reihe der porträtierten Männer, aber auch der Blick des Piloten ist leicht zur Seite gewandt. Die Betrachterin befindet sich auf Augenhöhe der hinteren Besatzungsmitglieder; auf die vorderen blickt sie hinab.
Bowens Begeisterung über die Fresken, die sie 1923 in Italien gesehen hatte, wirkte zwei Jahrzehnte später immer noch nach: Mit sorgfältig komponiertem Bildaufbau, dekorativen Elementen, einer beschränkten Farbpalette und sanfter, gleichmäßiger Beleuchtung der dargestellten Menschen erinnert Bomber Crew an ein Fresko aus dem 14. oder 15. Jahrhundert.

#### Margaret Cole, 1944/1945

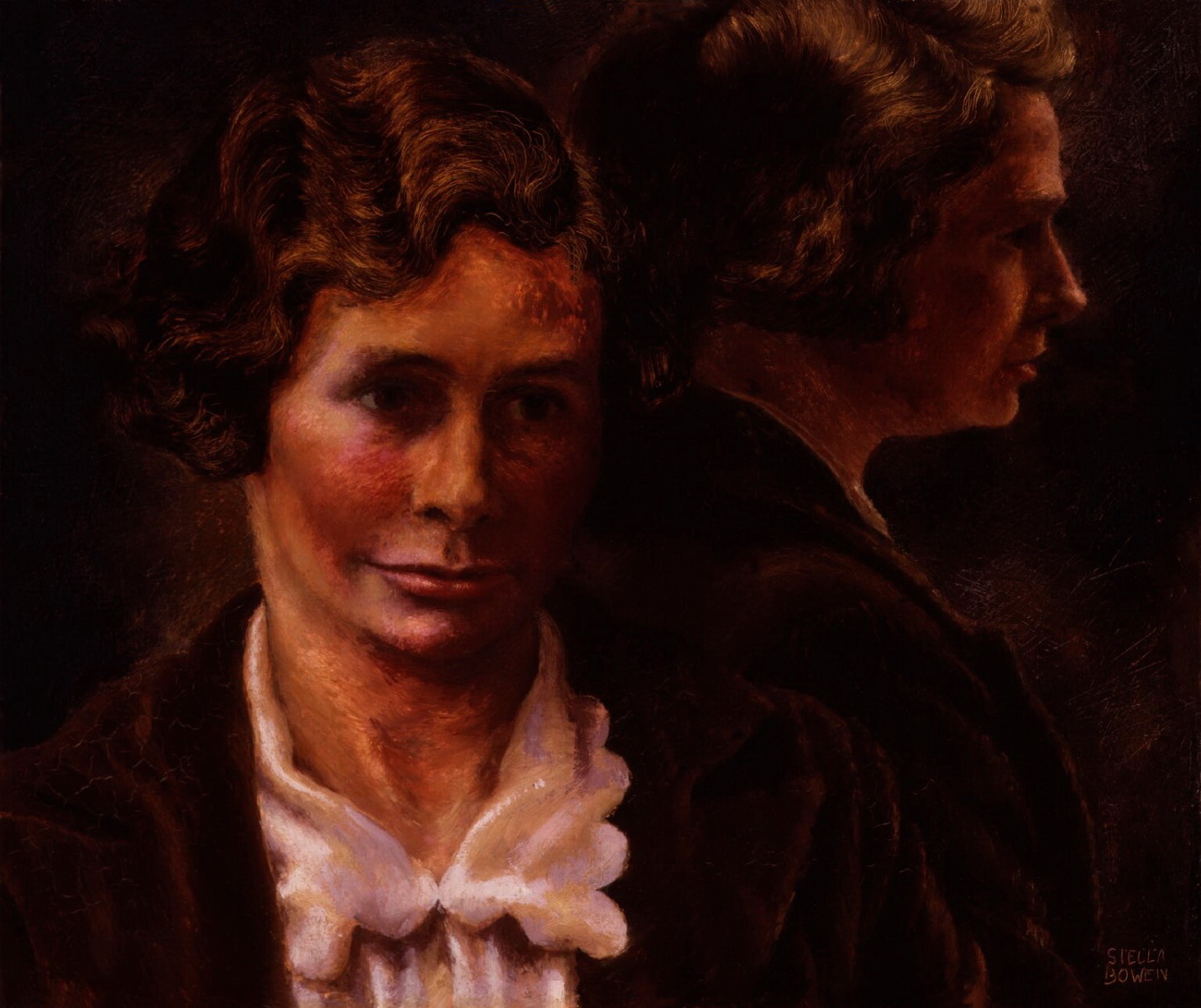
Margaret Cole, 1944/1945.
National Portrait Gallery, London

Margaret Cole (geb. Postgate) war eine von Bowens besten Freundinnen; die beiden Frauen kannten sich schon seit fast 30 Jahren. Stella porträtierte auch Margarets Mutter Edith Ellen Postgate, Margarets Bruder Raymond (siehe Bilder oben, am Ende des Abschnitts Frankreich) sowie dessen Söhne John und Oliver. Ihre Freundin hat die Künstlerin sehr persönlich, in ganz privater Haltung dargestellt: Margaret scheint in Gedanken versunken und wirkt sehr traurig; doch es würde nicht überraschen, wenn sich auf ihrem Gesicht bald wieder ein verschmitztes Lächeln zeigen würde. In ähnlich trauriger Haltung erscheint Bowens Tochter Julia in einem Bildnis, das ebenfalls während des Kriegs entstand.
Im Porträt ihrer Freundin erzielt die Malerin einen ganz besonderen Effekt durch die Verwendung eines Spiegels. Dieser zeigt die abgebildete Person hier nicht von hinten wie z. B. Mary Widney (siehe Bild oben) oder Edith Sitwell, sondern im Profil – und auch im übertragenen Sinn von einer anderen Seite: Im Spiegelbild wirkt Margaret zwar immer noch sehr ernst, aber zugleich entschlossen und selbstsicher. So trat die politisch engagierte Margaret Cole in der Öffentlichkeit auf.
Bowen stellte die Menschen fast immer ernst dar und meist mit abgewandtem Blick. Laut Lola Wilkins folgte sie darin Hans Holbein dem Jüngeren, über den Ford Madox Ford ein Buch geschrieben hatte. Mit gesenktem Blick hat sie außer Margaret und Julia auch Ramon Guthrie gemalt (siehe Bild oben) – einen Freund, den sie ebenfalls sehr gut kannte.

#### La Terrasse, 1931

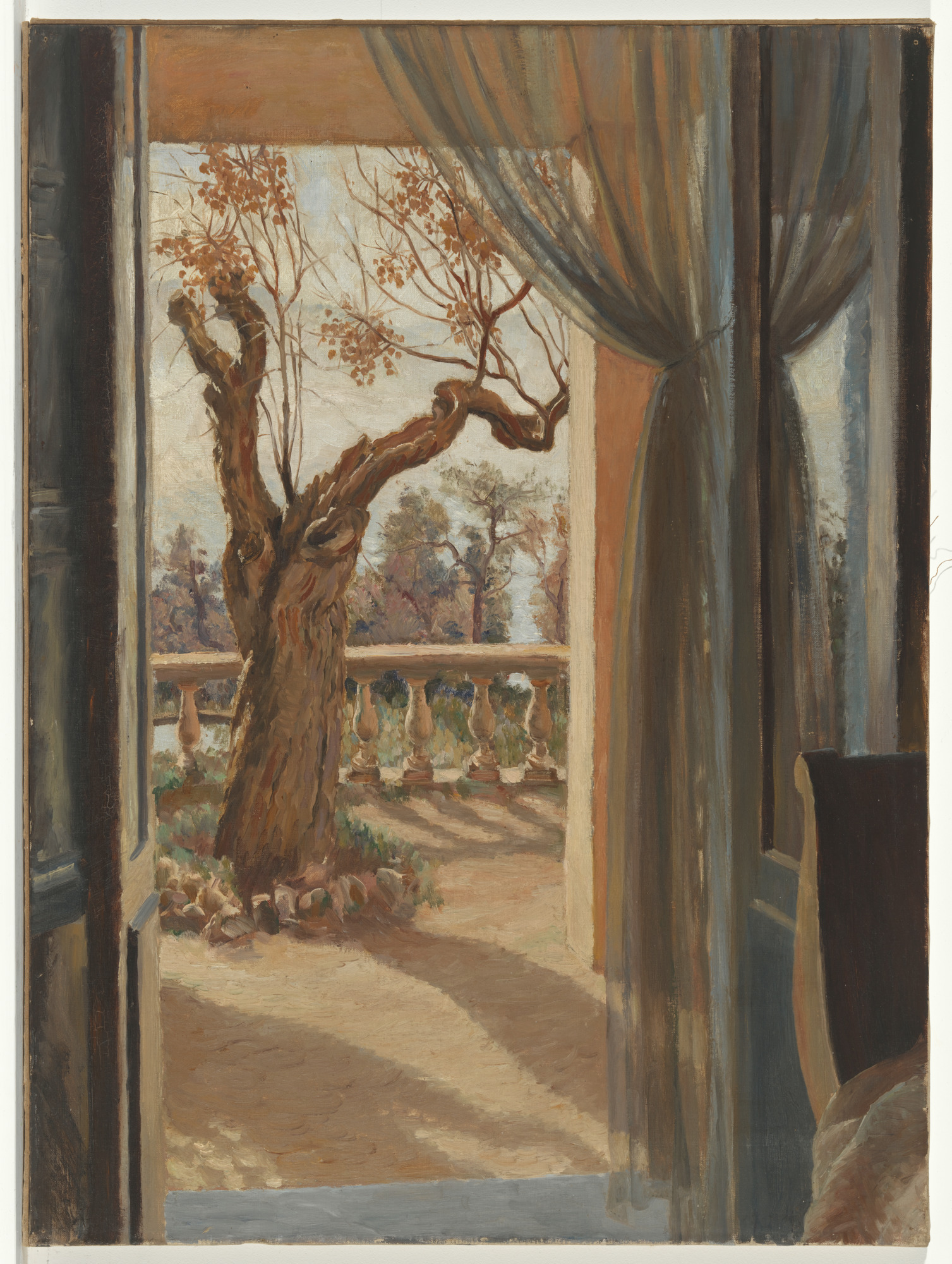
La Terrasse, 1931. National Gallery of Australia

Stella Bowen malte gerne Interieurs, und fast immer ist der Ausblick aus einem Fenster ein wichtiger Bestandteil solcher Werke. In ihrer Autobiografie schrieb sie: „Ich malte verschiedene Interieurs, die immer zu Bildern von Fenstern wurden. Ich liebte es, Fenster zu malen … “
Von Oktober 1931 bis Ostern 1932 wohnten Bowen und Julia in Cap Brun bei Toulon, weil das Leben in Paris infolge der Wirtschaftskrise für sie unerschwinglich geworden war. Ford hatte ihnen angeboten, in den Herbst- und Wintermonaten seine Sommerwohnung zu benutzen, während er sich mit seiner neuen Partnerin, der jungen Malerin Janice Biala (1903–2000), in Paris aufhielt. Die Wohnung im Erdgeschoss einer verlotterten Villa, in einem bis zum Meer abfallenden Garten gelegen, bot eine wunderbare Aussicht.
Bowen malte den Ausblick aus einem der beiden Wohnräume in zwar hellen, aber sehr gedämpften Farbtönen, die an Camille Corot erinnern – und einmal mehr an Fresken der italienischen Frührenaissance. Die feinen Abstufungen von Beige und Hellgrau passten nicht nur zur Jahreszeit, sondern auch zur Gemütslage der Künstlerin: Denn einerseits quälten sie finanzielle Sorgen, anderseits musste der Aufenthalt in Fords Wohnung Erinnerungen an ihren ehemaligen Lebenspartner wecken, von dem sie sich wenige Jahre zuvor getrennt hatte. Im Bild lässt sich das Blau des Meeres in der Ferne höchstens erahnen; der teilweise abgestorbene Baum vor dem Fenster – ein Symbol für die zerbrochene Partnerschaft? – trägt zum Eindruck von leiser Melancholie bei.
Doch trotz aller Sorgen blieb Bowen während ihres ganzen Lebens zuversichtlich, was sich auch im Werk La Terrasse zeigt. Die Freude über den großartigen Ausblick aus dieser Fenstertüre ist trotz gedämpfter Farben spürbar. Raffiniert rahmen die verschiedenen Elemente des Vordergrunds die Aussicht ein, und das zarte Gewebe des Vorhangs, im Glas des offenen Fensters gespiegelt, verleiht dem Bild Leichtigkeit.

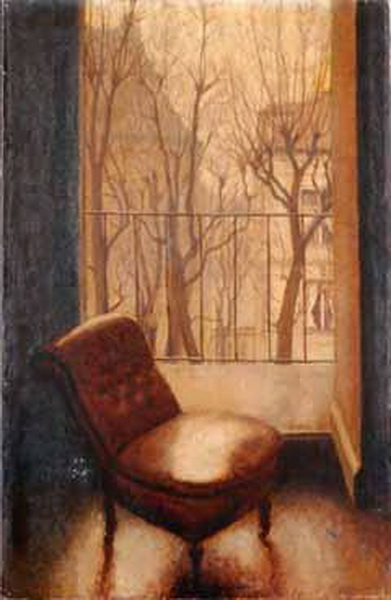
Ford's Chair, 1928
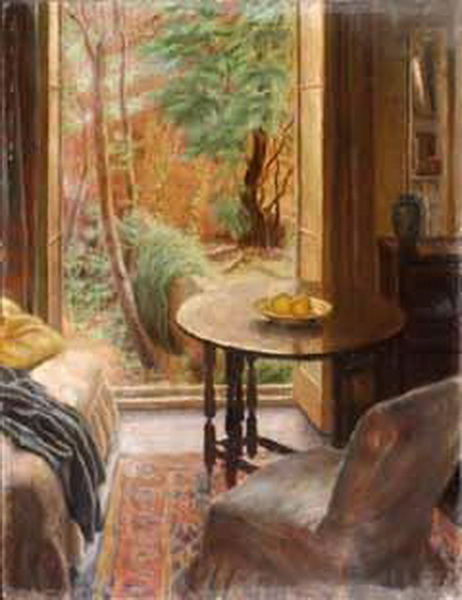
Interior, Chelsea Gardens, um 1934
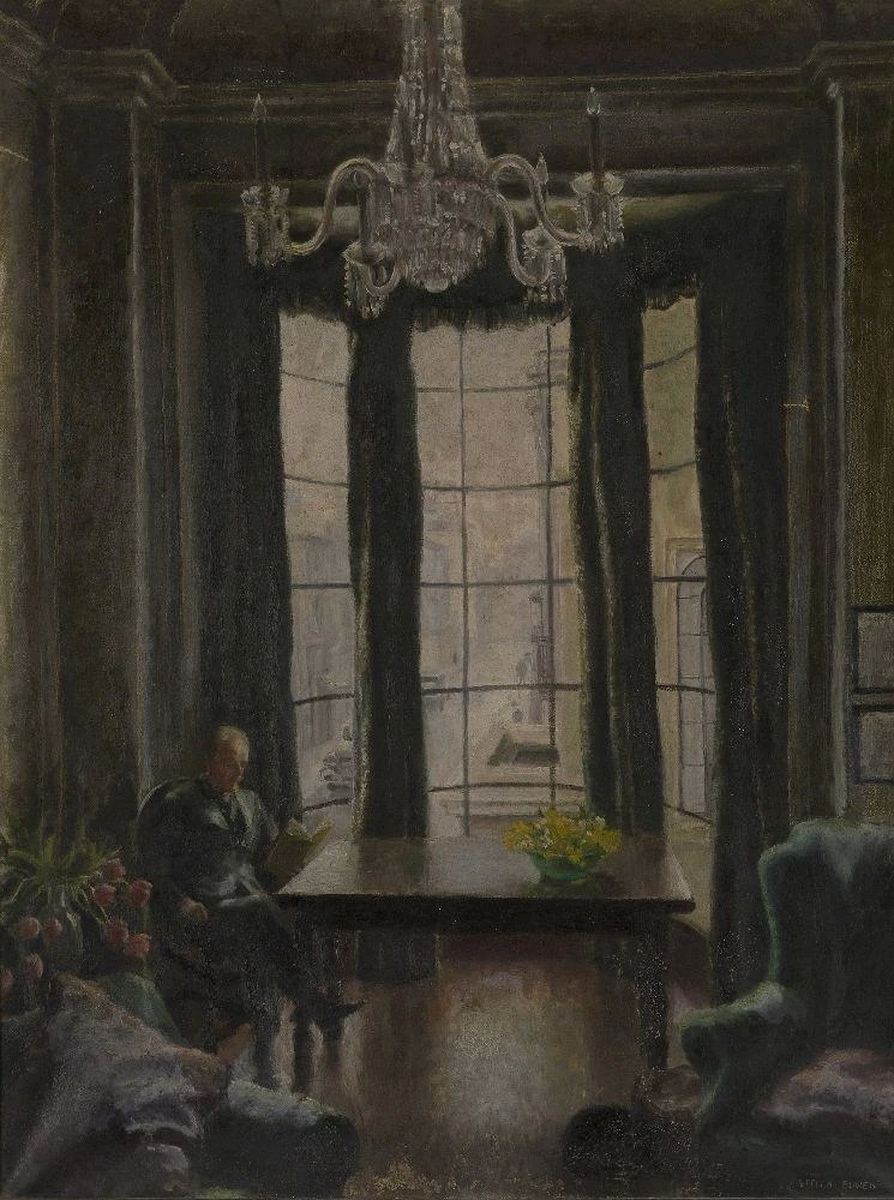
Clifford Bax at Home
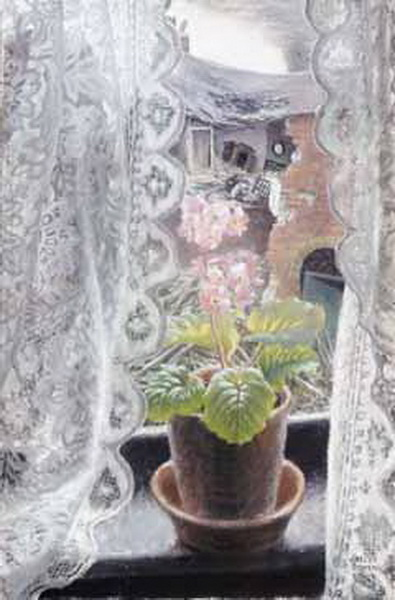
The House Opposite, 1941
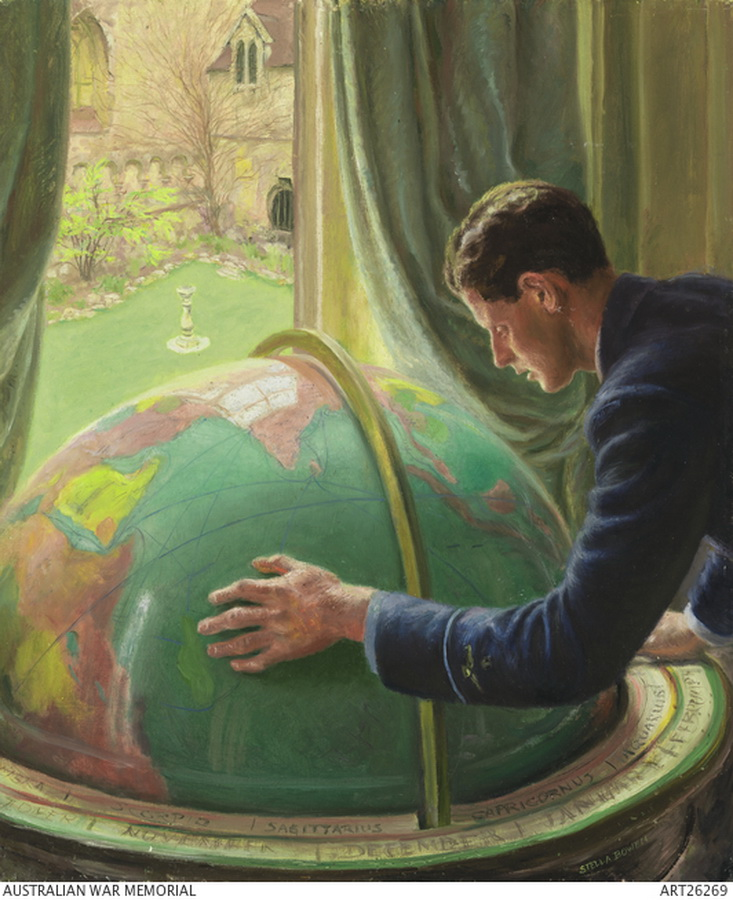
At the Churchill Club, Large and Small Worlds, 1945

#### Embankment Gardens, um 1938

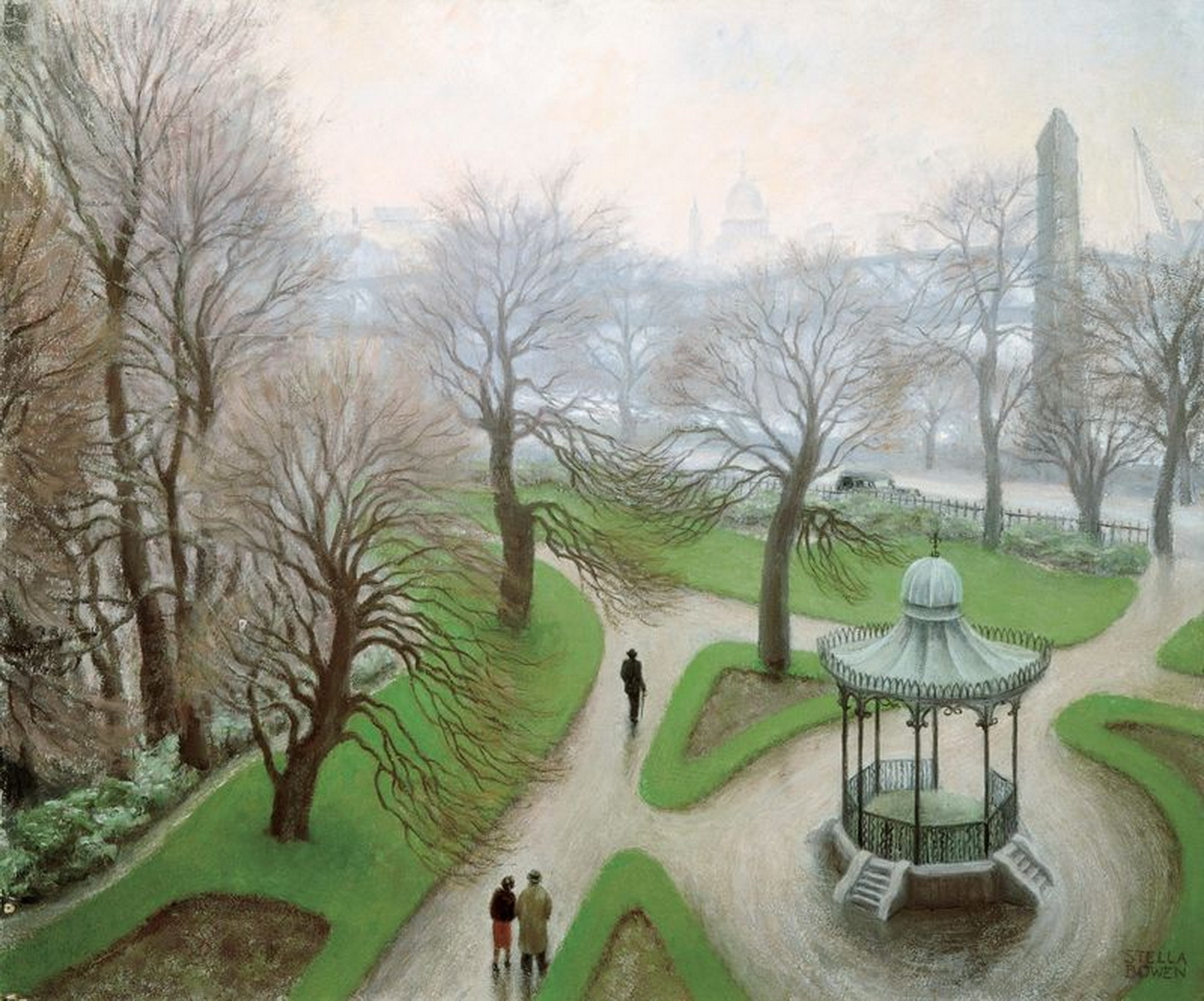
Embankment Gardens, um 1938. Art Gallery of South Australia

Bowen, die im heißen und trockenen Südaustralien aufgewachsen war, liebte das frische Grün der Vegetation in England: „Ich werde meinen ersten Blick auf die sich unendlich wiederholenden Lagen junger, grüner Buchenblätter nie vergessen, die von den riesigen, fein gezeichneten Bäumen herabsprühten. Ich hatte mir noch nie solch verschwenderisches Grün vorgestellt oder solch strahlendes Blau in der Ferne.“
Das Werk Embankment Gardens zeigt die Parkanlage an der Themse allerdings im Spätherbst; das leuchtende Grün ist auf die Rasenflächen beschränkt. Auf regennassem Weg scheinen drei kleine menschliche Figuren der Kuppel der St Paul’s Cathedral entgegenzustreben, die sich am Horizont aus dem bläulichen Dunst erhebt. Die Gestalten der Bäume sind tatsächlich „fein gezeichnet“: Die einen wirken in ihren elegant geschwungenen Formen fast tänzerisch, als würden auch sie sich von der Betrachterin entfernen und schließlich im Dunst verschwinden. Kerzengerade erhebt sich dafür der Obelisk am Themseufer, die Nadel der Kleopatra.
Für Bowens Malerei charakteristisch ist die Bildkomposition mit sorgfältig angeordneten Formen, gegliedert durch die Diagonalen der Wege, Vertikalen (in der Bildmitte: Mann und weit entfernter Baum) und die Horizontale der Bahnbrücke im Hintergrund. Der Kuppel von St Paul’s am Horizont entspricht im Vordergrund diejenige des zierlichen viktorianischen Gartenpavillons, der zusammen mit den „tanzenden“ Bäumen dem Bild trotz des Londoner Regenwetters eine spielerische Note verleiht. Zu diesem Eindruck trägt auch die erstaunliche Perspektive bei: Die Beobachterin scheint einem Vogel gleich über dem Park zu schweben.

#### Provençal Conversation, 1936

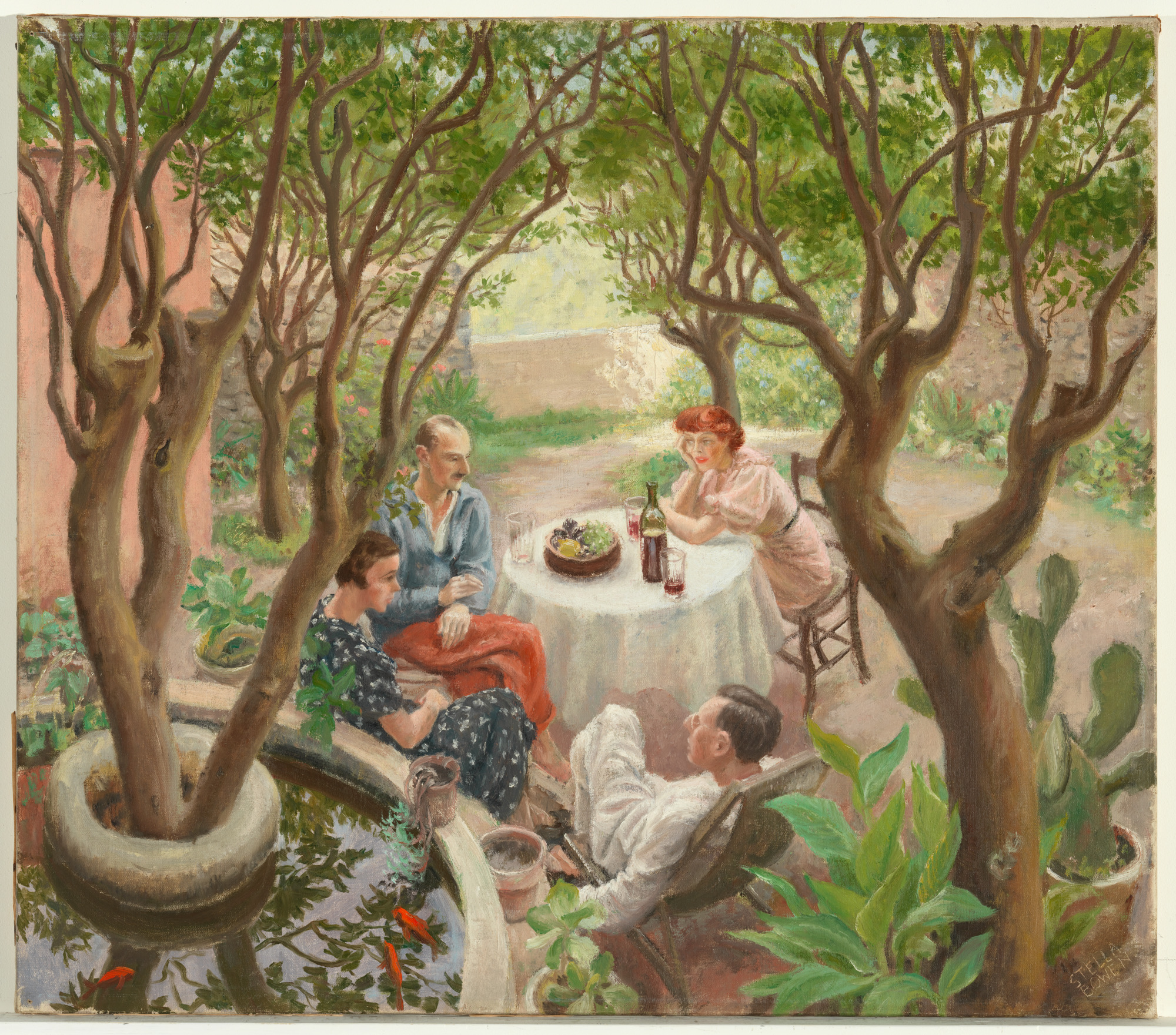
Provençal Conversation, 1936. National Gallery of Australia

Provençal Conversation entstand während eines Aufenthalts in Cagnes-sur-Mer (siehe oben: Rückkehr nach England), den Bowen sehr genoss: „Ruth schrieb ein Buch und ich stellte meine Staffelei für sechs Wochen glückselige, ununterbrochene Arbeit auf.“ Neben dieser Arbeit blieb aber durchaus auch Zeit für Geselligkeit.
Dem Werk Embankment Gardens vergleichbar ist Provençal Conversation hinsichtlich der Perspektive: Auch diese Gartenszene wird von oben betrachtet, aus ähnlichem Blickwinkel; allerdings nicht aus großer Distanz wie der Londoner Park, sondern aus der Nähe. Die Malerin hat eine persönliche Beziehung zu den dargestellten Menschen; sie wird sich bald wieder zu ihnen gesellen. Drei Personen lassen sich identifizieren: Ihre Freundin Ruth Harris (mit dunklem Haar) und das Gastgeberpaar, die Malerin Tusnelda Moeller und ihr Partner Ross Sanders.
Freundschaft, Wärme und gesellige Unterhaltung waren zentral für Stella Bowen. Das Bild strahlt diese menschliche Wärme aus, die im Einklang steht mit der üppigen Mittelmeervegetation, welche die Menschen umgibt. Das Licht ist weich; den Grüntönen – von zart bis kräftig – stehen Rosa- und Blau-Schattierungen gegenüber, die sich vorwiegend im Pastellbereich bewegen, mit einzelnen leuchtenden Rot-Akzenten. Trotz ähnlicher Perspektive könnte der atmosphärische Gegensatz zwischen der fröhlichen Mittelmeerstimmung von Provençal Conversation und dem Londoner Smog von Embankment Gardens kaum größer sein.

## Stella Bowen Park
Der Stella Bowen Park liegt im Park 26 der Adelaide Park Lands, zwischen dem Adelaide Oval und North Adelaide.

## Autobiografie
- Stella Bowen: Drawn from Life. Reminiscences by Stella Bowen. 1941, Nachdruck (Drawn from Life: A Memoir) Picador, Sydney 1999, ISBN 0-330-36164-3 (englisch).